# Hugo Chávez
Hugo Rafael Chávez Frías (Sabaneta, 28 de julio de 1954-Caracas, 5 de marzo de 2013) fue un político y militar venezolano, presidente de Venezuela desde 1999 hasta su fallecimiento en 2013. Fue también líder del Movimiento Quinta República desde su fundación en 1997 hasta 2007, cuando se fusionó junto con otros partidos para crear el Partido Socialista Unido de Venezuela (PSUV), que dirigió hasta 2012.
Nacido en una familia de profesores de escuela en Sabaneta, estado Barinas, posteriormente Chávez se convirtió en un oficial de carrera del Ejército. Fundó el clandestino Movimiento Bolivariano Revolucionario 200 (MBR-200) a principios de la década de 1980. Hugo Chávez encabezó al MBR-200 en un fallido golpe de Estado contra el gobierno del presidente Carlos Andrés Pérez en 1992, golpe por el que fue encarcelado. Es liberado de prisión en 1994 por un sobreseimiento otorgado por el presidente Rafael Caldera. Después de eso, fundó el partido político Movimiento Quinta República y fue elegido presidente de Venezuela en las elecciones de 1998. Fue reelegido en las elecciones del año 2000, y poco después se enfrentó a un caos que produjo un vacío de poder y dos años más tarde fue declarado como un fallido golpe de Estado en su contra al alterar el número de magistrados de 20 a 32 del Tribunal Supremo de Justicia, al que le siguió el llamado «paro petrolero», que se prolongó hasta 2003. Al ganar el referéndum presidencial de 2004, fue reelegido en las elecciones de 2006, donde obtuvo más del 60 % de los votos y volvió a obtener la victoria en las elecciones de octubre de 2012. En esta última ocasión, no pudo juramentarse como presidente, lo cual estaba planeado para el 10 de enero de 2013, debido a que la Asamblea Nacional de Venezuela pospuso la investidura para permitirle recuperarse en Cuba del cáncer que padecía. Diagnosticado con cáncer desde junio de 2011, Chávez fallece según se dice oficialmente en Caracas el 5 de marzo de 2013 a la edad de 58 años, la información estaba censurada para la prensa libre.
Tras aprobar una nueva constitución en 1999, Chávez centró sus políticas en implementar una serie de reformas sociales como parte de la llamada «Revolución Bolivariana», descrita a su vez como un tipo de revolución socialista. Gracias a los ingresos petroleros récord durante la década de 2000, su gobierno nacionalizó industrias estratégicas, creó los Consejos Comunales de participación democrática e implementó una serie de programas sociales conocidos como Misiones Bolivarianas para ampliar el acceso de la población a la alimentación, la vivienda, la sanidad y la educación. Con Venezuela recibiendo grandes beneficios por la venta de petróleo y con la caída de los índices de pobreza y las mejoras en la alfabetización y la igualdad de ingresos, la calidad de vida mejoró aparentemente, principalmente entre 2003 y 2007. Sin embargo, algunos de estos programas han sido objeto de investigaciones por una red de corrupción, como el Plan Bolívar 2000, un esquema que llevaría medicinas y alimentos a las casas de los venezolanos. Al final de la presidencia de Chávez, en la década de 2010, la economía del país empezó a tambalear, mientras que la pobreza iniciaba, la inflación se mantenía, la escasez se incrementaba y la crisis energética ocurría, lo que sus críticos achacaron a las equivocadas acciones económicas de su gobierno en años anteriores, como los controles de precios y el gasto «excesivo e insostenible». Durante su presidencia, el país experimentó un aumento significativo de la criminalidad, especialmente de la tasa de homicidios y en sus últimos años aumentó la percepción de corrupción en el gobierno y la policía. El abuso de leyes habilitantes y de formas de comunicación definidas como «propaganda bolivariana» también fueron polémicas.
Bajo su gobierno, Venezuela habría experimentado un retroceso como democracia liberal, censurando a la prensa, modificando leyes electorales y tanto arrestando como exiliando a críticos de su gobierno.
A nivel internacional, Chávez se alineó con el gobierno de la República Popular de China desde 1999, así como con el gobierno comunista de Cuba presidido por Fidel y luego por Raúl Castro, y los gobiernos de izquierdas de Evo Morales (Bolivia), Rafael Correa (Ecuador), Tabaré Vázquez y Pepe Mujica (Uruguay), Lula da Silva (Brasil), Néstor Kirchner y Cristina Fernández (Argentina) y Daniel Ortega (Nicaragua). Su presidencia fue vista como parte de la llamada «Marea rosa» de América Latina. Chávez describió sus políticas como «antiimperialistas», se describía a sí mismo como marxista y fue un importante adversario de la política exterior de Estados Unidos y el capitalismo liberal. Apoyó la cooperación en América del Sur y el Caribe y jugó un papel decisivo en la creación de la Unión de Naciones Suramericanas (UNASUR), la Comunidad de Estados Latinoamericanos y Caribeños, la Alianza Bolivariana para los Pueblos de Nuestra América, el Banco del Sur y la red de televisión regional TeleSUR. Sus ideas, su estilo y sus propuestas están relacionadas con el bolivarianismo y el Socialismo del siglo XXI.
Mientras Chávez estaba en el poder, su gobierno fue acusado de corrupción, de manejar la economía para objetivos personales, propaganda, compra de lealtad de oficiales del Ejército, la participación de funcionarios públicos en el tráfico ilegal de drogas, asistencia a terroristas, intimidación de los medios, y abusos de derechos humanos contra sus ciudadanos.

## Primeros años

### Juventud y familia

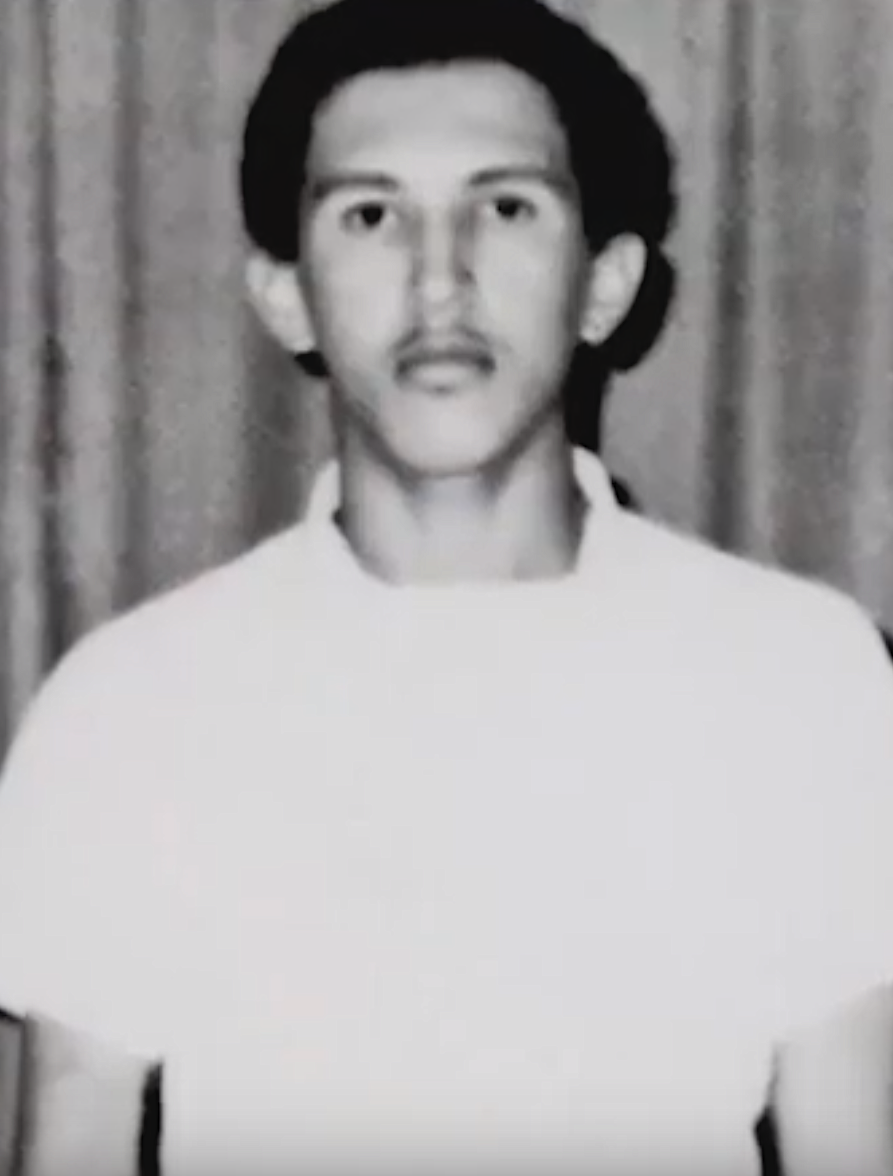
Chávez en su adolescencia

Hugo Rafael Chávez Frías fue el segundo de los siete hijos del matrimonio de Hugo de los Reyes Chávez y Elena Frías, ambos maestros de educación primaria. Sus hermanos son: Adán (1953), Narciso (1955), Aníbal (1957-2016), Argenis (1958), Enzo (1959-1960) y Adelis (1961). Creció en un pequeño pueblo del llano venezolano. A corta edad, sus padres le confiaron su crianza y la de su hermano Adán a su abuela paterna, Rosa Inés Chávez (1913-1982). Desde joven se aficionó al béisbol, el cual practicó más adelante. Fue monaguillo y poseía inclinaciones por la pintura, la música, la escritura creativa y el teatro. Chávez fue bisnieto del caudillo venezolano Pedro Pérez Delgado, conocido como Maisanta, líder de la rebelión antigomecista, quien en 1898 acabó con la vida del expresidente Joaquín Crespo.

### Educación

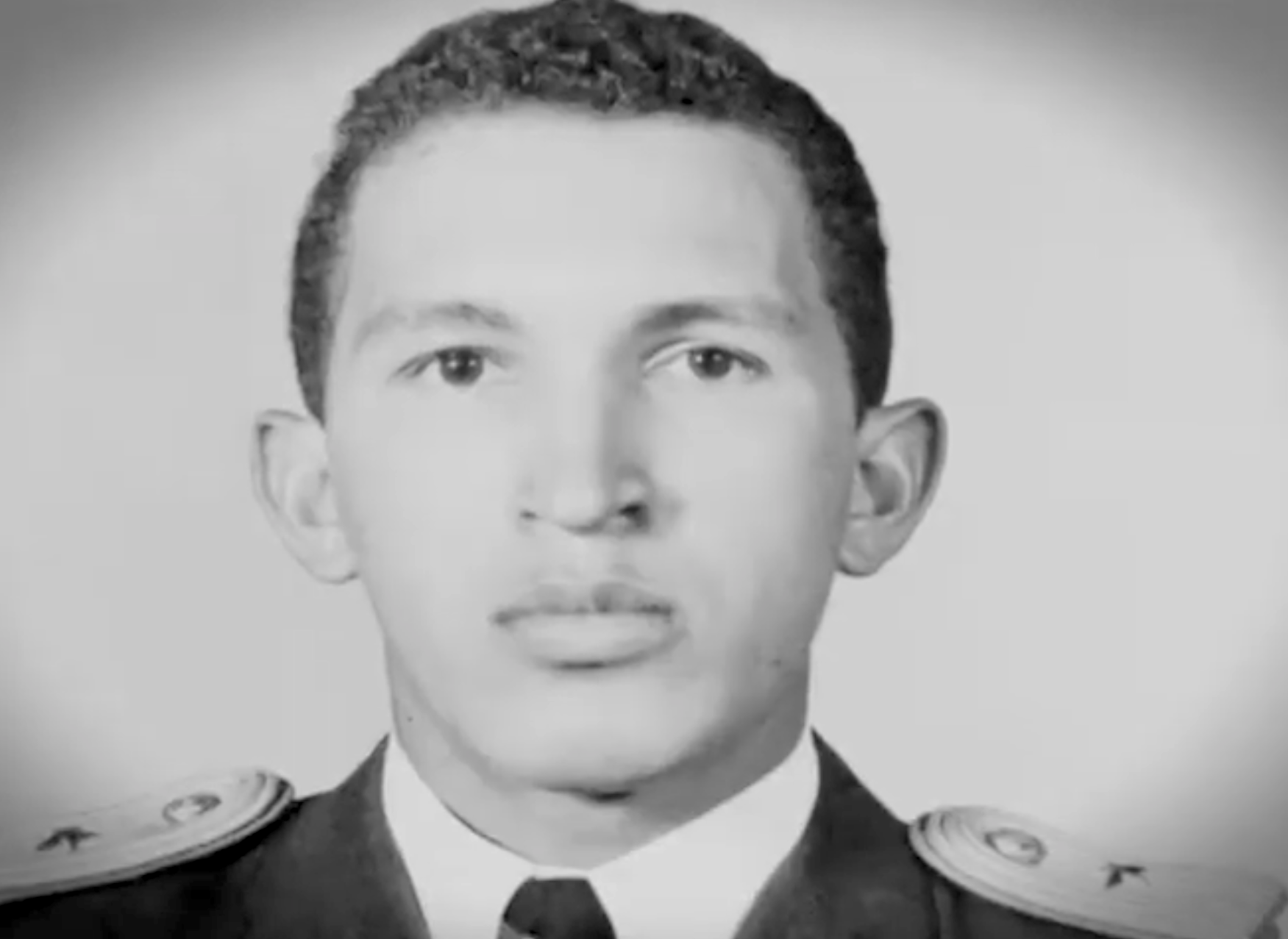
Chávez como estudiante en la academia militar

Hugo Chávez completó en 1966 la educación primaria en el Grupo Escolar Julián Pino y posteriormente cursó el bachillerato en el Liceo Daniel Florentino O'Leary de Barinas, donde obtuvo el título de Bachiller en Ciencias en 1971.

## Carrera militar
Tres semanas después de graduarse ingresó a la Academia militar de Venezuela, donde se graduó y recibió el título de licenciado en Ciencias y Artes Militares, en la especialidad de Ingeniería, mención terrestre, egresando con el grado de subteniente, el 5 de julio de 1975. En ese mismo año realiza un curso en Comunicación en la Escuela de Comunicación y Electrónica de las Fuerzas Armadas.
Más tarde, en el año de 1977, es ascendido a teniente y realiza el Curso Medio de Blindados del Ejército en 1979, donde ocupa el primer lugar entre todos los alumnos. Ya para el año de 1982 es ascendido a capitán, luego realizó el Curso Avanzado de Blindados en 1983, donde ocuparía nuevamente el primer lugar entre todos los alumnos.
Después fue profesor de estudios superiores y participó en el Curso Internacional de Guerras Políticas realizado en Guatemala en 1988. Luego cursó una maestría en Ciencias Políticas en la Universidad Simón Bolívar en los años 1989 y 1990, con la tesis sin terminar. Continuó su carrera militar en las Fuerzas Armadas hasta ascender al grado de teniente coronel en 1990. Por último, realizó un Curso de Comando y Estado Mayor en la Escuela Superior del Ejército en los años de 1991 y 1992.
En las Fuerzas Armadas Nacionales ocupó varios cargos, entre ellos el de Comandante del Pelotón de Comunicaciones y del Batallón de Cazadores Cedeño entre 1975 y 1977; Comandante de Pelotón y Compañía de Tanques AMX-30 del Batallón Blindado Bravos de Apure en Maracay, entre 1978 y 1979; Comandante de Compañía y jefe del Departamento de Educación Física en la Academia Militar de Venezuela entre 1980 y 1981, siendo al año siguiente, jefe del Departamento de Cultura de dicha Academia. Su último cargo militar fue el de comandante del Batallón de Paracaidistas "Coronel Antonio Nicolás Briceño", del Cuartel Páez, en Maracay, desde 1991 hasta el 4 de febrero de 1992.

### Movimiento Bolivariano Revolucionario 200

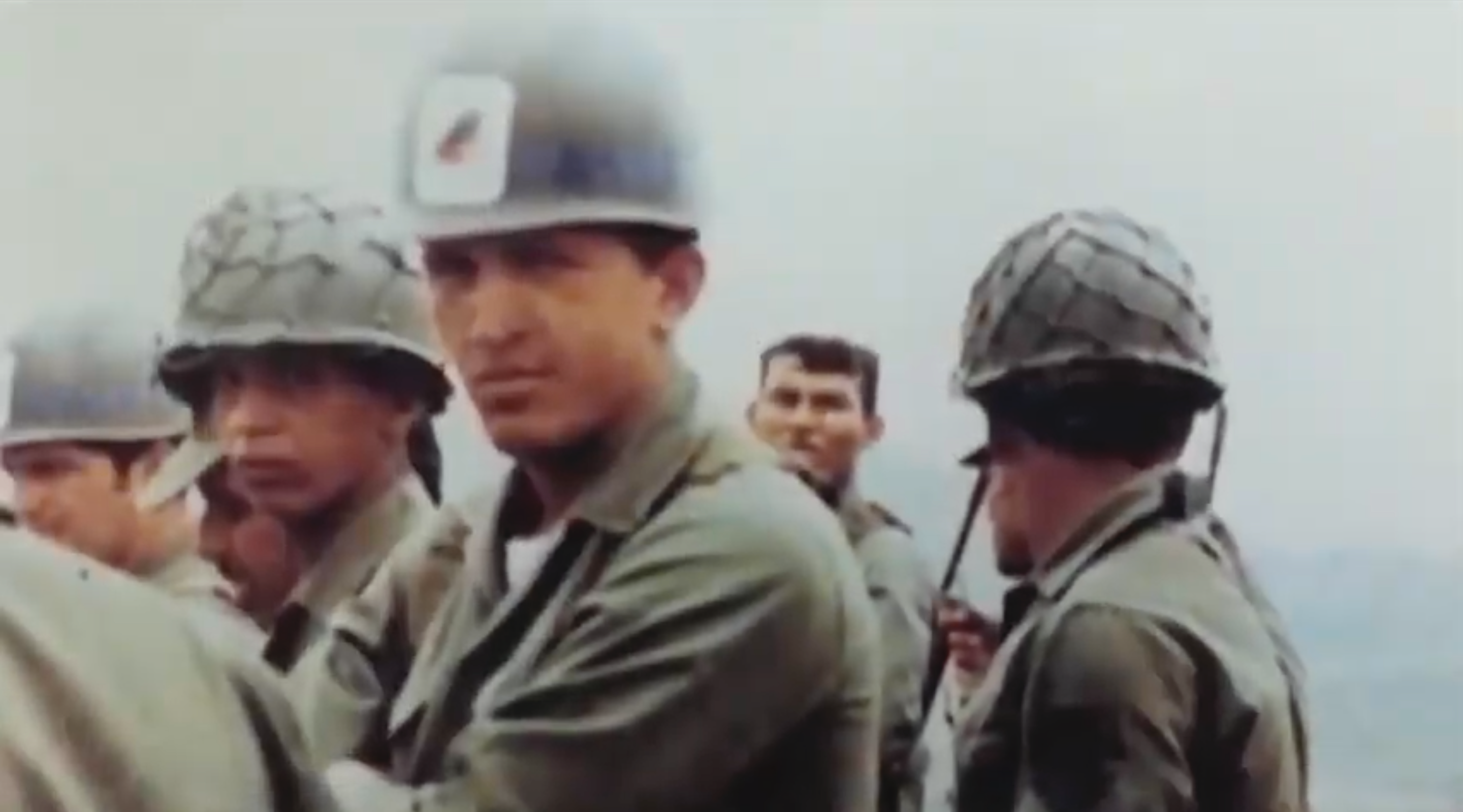
Chávez mientras servía en el Ejército de Venezuela

En 1982 fundó el Movimiento Bolivariano Revolucionario 200 (MBR-200), en alusión a los doscientos años del natalicio de Simón Bolívar, que se cumpliría un año más tarde. El 17 de diciembre de ese año con el aniversario de la muerte de Simón Bolívar, juró bajo el Samán de Güere, junto con Felipe Antonio Acosta Carlés, Yoel Acosta Chirinos, Francisco Arias Cárdenas, Jesús Urdaneta Hernández y Raúl Isaías Baduel, reformar el Ejército e iniciar una lucha para construir una nueva República. Este movimiento estaba formado por oficiales de rango medio cuya ideología era bolivariana, mezclada con algunas ideas de Simón Rodríguez y de Ezequiel Zamora ("El árbol de las tres raíces"). Por este tiempo, Hugo Chávez inicia una relación sentimental e ideológica con la historiadora socialista Herma Marksman. Mantiene asimismo contactos con personas de la izquierda venezolana. En 1985 fue destacado en el pueblo de Elorza, en estado Apure. En 1986 fue ascendido a Mayor y en 1988 fue designado ayudante del secretario del Consejo Nacional de Seguridad y Defensa, ubicado en el Palacio de Miraflores. En 1989 observó con indignación la represión del Ejército contra manifestantes civiles en el Caracazo, que arrojó un número no precisado de víctimas fatales.
En 1991 asumió el mando de la Brigada de Paracaidistas "Coronel Antonio Nicolás Briceño", con base en Maracay. Escribió, en secreto, el Proyecto de gobierno de transición y el Anteproyecto Nacional "Simón Bolívar". A fines de ese año, los conjurados fijan fecha a la sublevación: principios del mes de febrero.

### Golpe de Estado de febrero de 1992

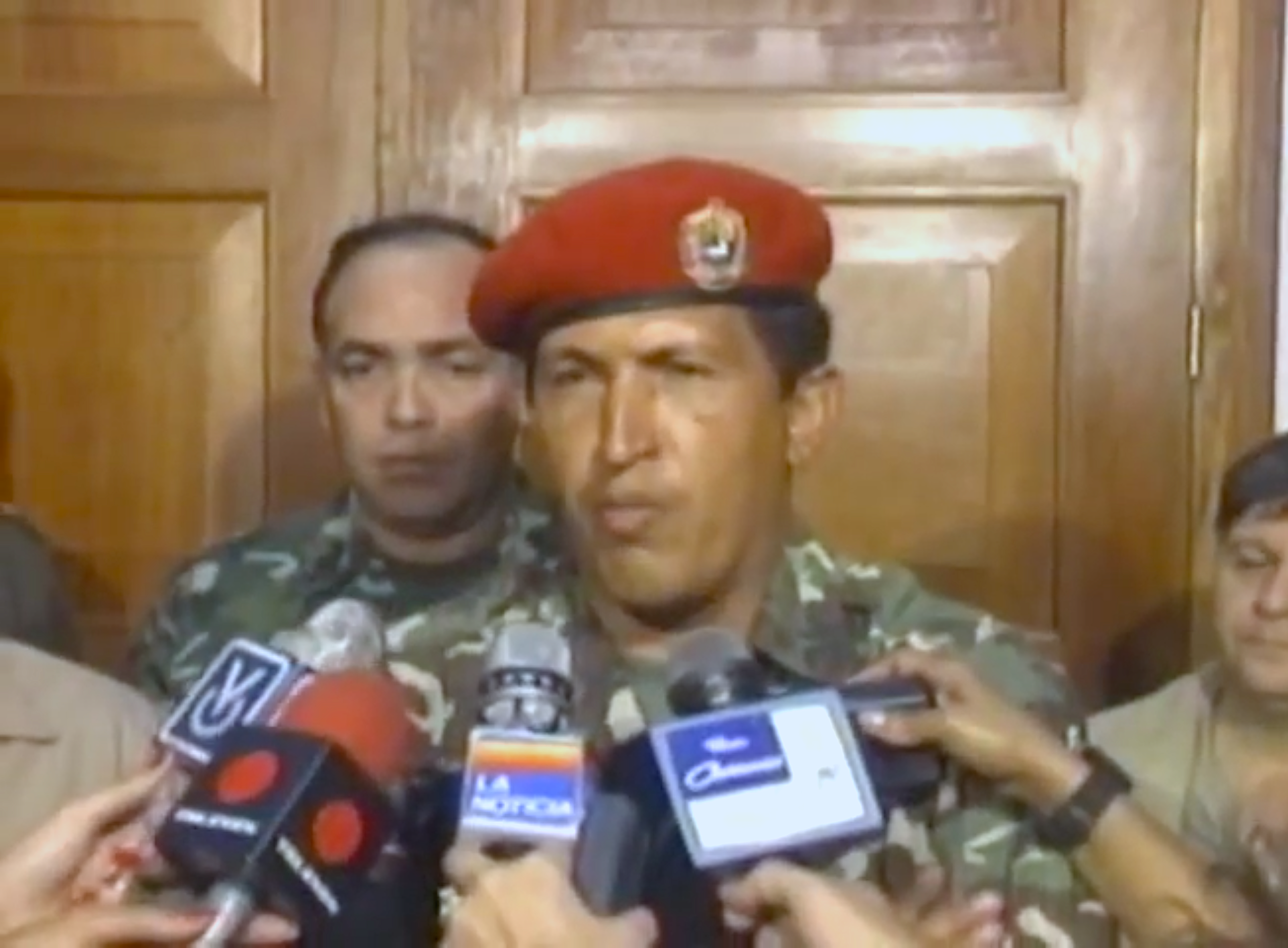
Hugo Chávez, anunciando su arresto y llamando a las tropas insurgentes a rendirse.

A las 11:00 (UTC) del 4 de febrero de 1992, comienza la sublevación con comandos operando simultáneamente en Maracaibo, Caracas, Valencia y Maracay. En Maracaibo, Francisco Arias Cárdenas logró apoderarse de la sede del gobierno regional y toma prisionero al Gobernador del Zulia, Oswaldo Álvarez Paz. En Caracas, Chávez establece su centro de operaciones en la sede del Museo Histórico Militar, ubicado en La Planicie, en inmediaciones del Palacio de Miraflores, mientras que sus fuerzas toman la estación estatal Venezolana de Televisión. Otro grupo se enfrenta a la Guardia Nacional de Venezuela en La Casona, mientras que otros intentaron tomar el Palacio de Miraflores. Chávez decidió rendirse y pide hacerlo por televisión. En horas del mediodía, Chávez se presentó ante las cámaras de televisión diciendo "Buenos días" y luego identificó su movimiento con un "este mensaje bolivariano". Reconoció la labor de sus copartidarios: "ustedes lo hicieron muy bien". Reconoció su derrota: "Nosotros aquí en Caracas no logramos controlar el poder". Lanzó un reto: "lamentablemente, por ahora, los objetivos que nos planteamos no fueron logrados" Asumió la responsabilidad: "Asumo la responsabilidad de este movimiento militar bolivariano" y dio un mensaje de esperanza: "El país tiene que enrumbarse hacia un destino mejor".
El recuento de muertos se dio a conocer el día 5 de febrero. De acuerdo con cifras oficiales del Ministerio de la Defensa, hubo 14 muertos y 53 heridos. No obstante, estimaciones extraoficiales ubican dicho saldo en 50 muertos y más de 100 heridos.

Los combatientes en Valencia y Maracay se rindieron mientras Chávez era llevado como prisionero al Cuartel San Carlos al norte de Caracas. Al día siguiente de la rebelión, el expresidente Rafael Caldera, senador vitalicio y principal dirigente del partido socialcristiano COPEI (COPEI), dirigió un discurso ante el Congreso en el que criticó a Pérez, aludiendo al contexto del alzamiento militar:

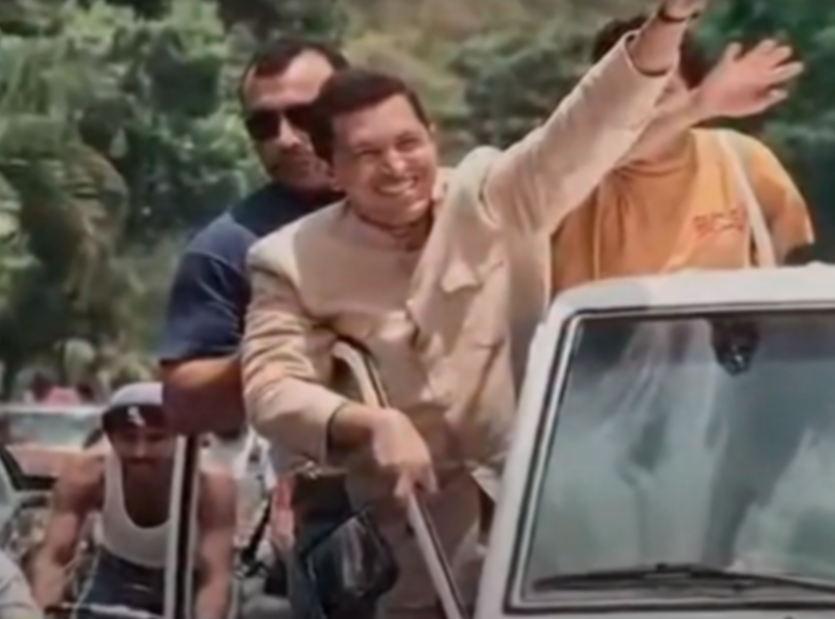
Hugo Chávez poco después de ser liberado de la Cárcel de Yare, en marzo de 1994.

"Es difícil pedirle al pueblo que se inmole por la libertad y por la democracia, cuando piensa que la libertad y la democracia no son capaces de darle de comer y de impedir el alza exorbitante en los costos de la subsistencia (...)".
A los pocos días, el gobierno decide trasladarlo a una cárcel ubicada en San Francisco de Yare, estado Miranda. El 27 de noviembre de ese mismo año, otro grupo de oficiales, en su mayoría de la Fuerza Aérea, se sublevaron infructuosamente contra el gobierno. Estos eventos generaron tensiones en el gobierno de Carlos Andrés Pérez. Se inició un juicio en el Congreso que culminaría con su remoción de la presidencia el 20 de mayo de 1993, acusándolo de corrupción. Se percibió a Rafael Caldera como uno de los beneficiarios políticos tras la rebelión. Pocos meses después se deslindaría del Partido Social Cristiano COPEI, fundaría Convergencia y se lanzaría a la candidatura para las elecciones presidenciales de 1993, las cuales ganó mientras que Chávez, desde la cárcel, llamó a la abstención.

### Detención
Chávez, junto con los principales líderes de la intentona, pasó dos años en la prisión de San Francisco de Yare esperando juicio. Allí coescribió ¿Y cómo salir del laberinto?, mientras su popularidad aumentaba. Fue liberado el 27 de marzo de 1994 tras el sobreseimiento que le otorgó Caldera, tras gestiones que se cree involucraron acercamientos con sectores de izquierda, como el MAS y el PCV, para lograr apoyo a su gobierno.

#### Sobreseimiento
El 27 de marzo de 1994, el presidente Rafael Caldera concede el sobreseimiento oficial a Hugo Chávez. Después de su liberación, el 14 de diciembre de 1994, Chávez visita Cuba durante el Período especial, donde es recibido por Castro con honores de jefe de Estado. Durante su visita, Chávez dio un discurso en el Aula Magna de la Universidad de La Habana ante Fidel y la alta jerarquía cubana donde, entre otras cosas, dice «Tenemos un proyecto estratégico de largo plazo, en el cual los cubanos tienen y tendrían mucho que aportar» y «es un proyecto de un horizonte de veinte a cuarenta años, un modelo económico soberano».

## Inicios en la política

### Campaña presidencial

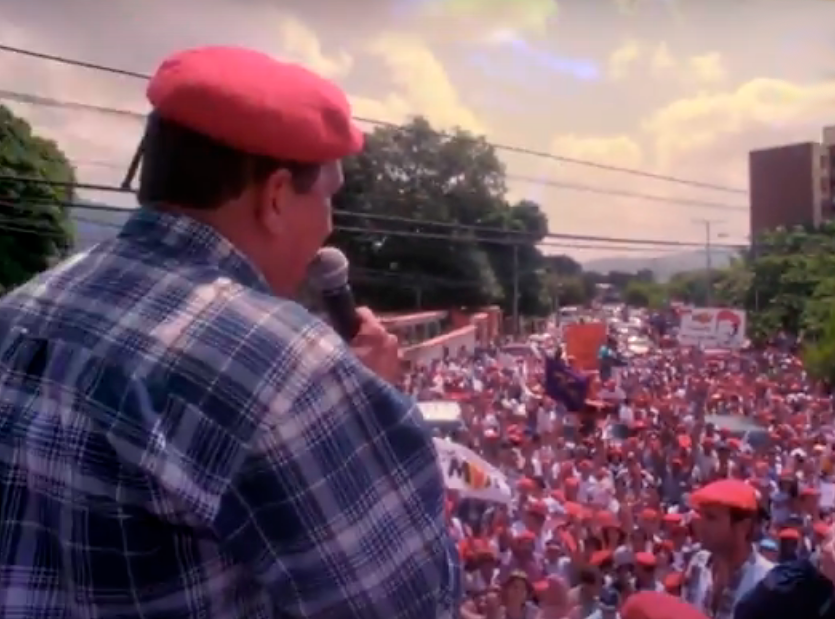
Chávez en un mitin de campaña en 1998

Ya libre, Hugo Chávez empezó una campaña de no votar en las siguientes elecciones, entre 1993 y 1995, para las elecciones generales de 1993 y las elecciones regionales de 1995. El eslogan que usaron fue «Por ahora por ninguno; ¡Constituyente ya!». La abstención no fue la esperada en 1995, por lo que Chávez se convenció de probar la vía electoral.
El colapso de los partidos tradicionales y el crecimiento del rechazo popular a las medidas políticas y económicas, sumado al apoyo de políticos de izquierda como Luis Miquilena y José Vicente Rangel, hicieron que Hugo Chávez decidiera iniciar su propio movimiento político-electoral, denominado inicialmente como Movimiento Quinta República (MVR).
A pesar de que Fidel Castro denunció el intento de golpe de Estado de Venezuela en febrero liderado por Chávez en 1992,  tras el sobreseimiento de Chávez en 1994, lo invitó a La Habana a buscar más asistencia internacional después del colapso de la Unión Soviética, que perjudicó a la economía cubana.
Entre 1995 y 1997, Chávez recorrió Venezuela explicando su proyecto, que se basó, principalmente, en la necesidad de convocar a una Asamblea Nacional Constituyente que «refunde la república», según sus palabras. En su campaña política llegó a afirmar que no era socialista, que no habría expropiaciones, que consideraba que Cuba era una dictadura y que tendría las mejores relaciones con los medios de comunicación.
La campaña política tuvo tres principales contendientes: Irene Sáez Conde, Henrique Salas Römer y el mismo Chávez, quien fue apoyado por el denominado Polo Patriótico, conformado por el Movimiento Quinta República (MVR), Movimiento al Socialismo (MAS), Partido Comunista de Venezuela (PCV), Patria Para Todos (PPT) y otras cuatro organizaciones menores. El candidato del partido Acción Democrática, Luis Alfaro Ucero no logró sobrepasar el 2 % en las intenciones de voto. Irene Sáez fue apoyada por COPEI y Salas Römer por dos nuevos partidos llamados Proyecto Venezuela y Primero Justicia. El 8 de noviembre se celebraron las elecciones parlamentarias, en las cuales el partido MVR obtuvo 49 de los 189 escaños de la Cámara de Diputados y el 21,3 % de los votos, porcentaje similar al obtenido por el partido Acción Democrática. Ante estos resultados, COPEI y AD retiraron su apoyo a sus candidatos para dárselo a Henrique Salas Römer. El 6 de diciembre, Hugo Chávez fue elegido presidente de Venezuela con el 56,5 % de los votos, con la promesa de cambiar la constitución de 1961 por medio de un proceso Constituyente.

## Presidente de Venezuela (1999-2013)

### Primer período presidencial (1999-2001)

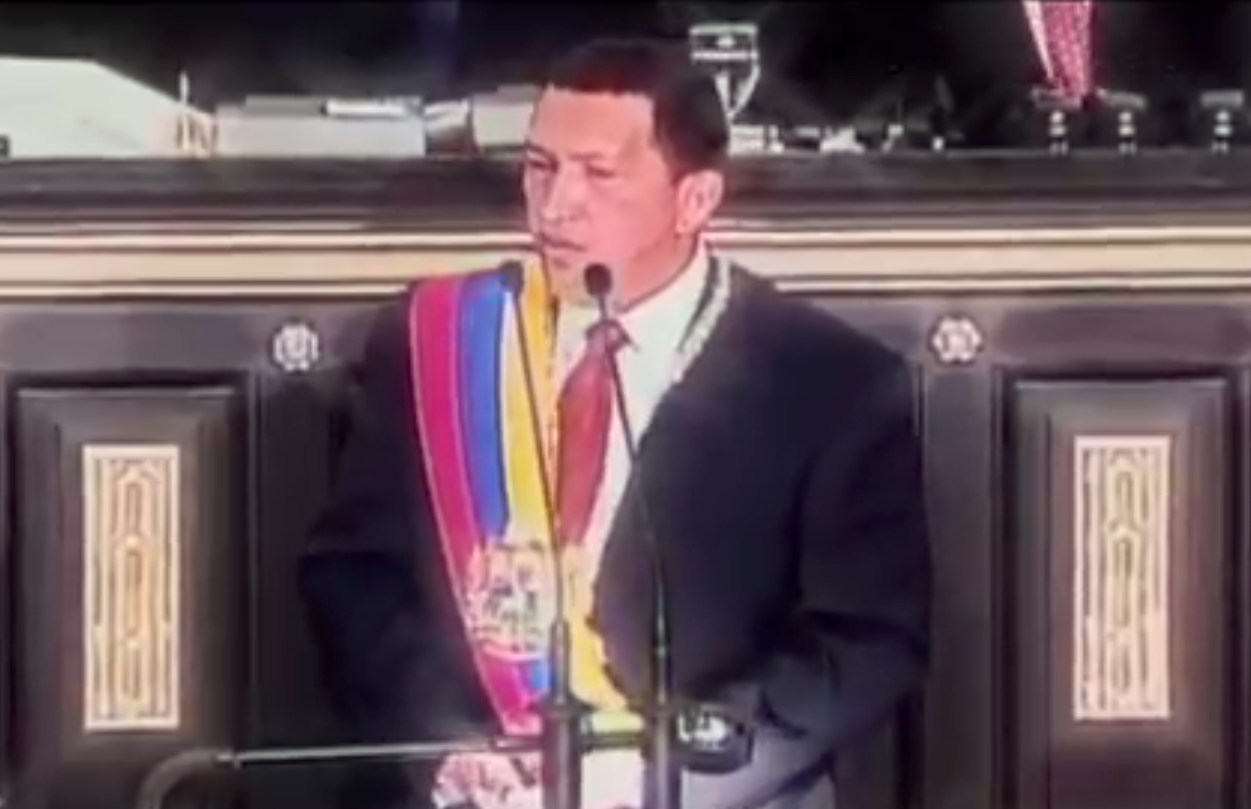
Chávez cuando juró como presidente el 2 de febrero de 1999.

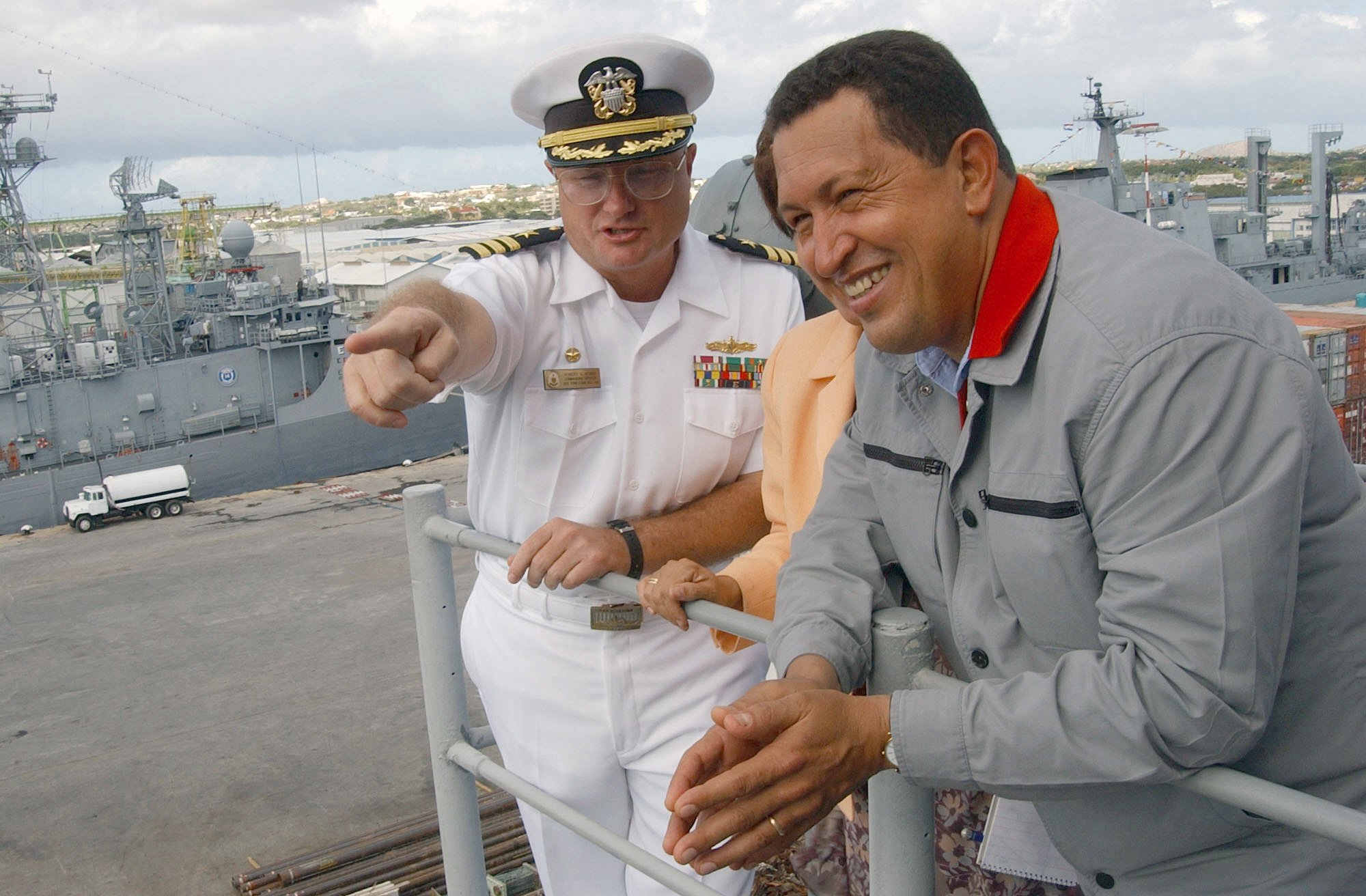
Hugo Chávez a bordo del USS Yorktown (CG-48).

Chávez asumió el poder el 2 de febrero de 1999 y juró sobre la Constitución de 1961. Después del acto en el Capitolio Federal, sede del Congreso de la República se dirigió al Palacio de Miraflores acompañado por un grupo de simpatizantes. Desde allí decretó la activación del "Poder Constituyente". Se realizó el Referéndum constituyente consultivo el 25 de abril de 1999 con el que se buscó modificar la Constitución de 1961 y que fue aprobado por más del 81 % de la votación y una abstención del 62.3 %. El 23 de mayo, inició su programa televisivo Aló Presidente. Para el 20 de noviembre de 1999, la Asamblea Nacional Constituyente terminó el proyecto de Constitución y el 15 de diciembre de 1999, el gobierno del presidente Chávez impulsó un segundo referéndum constitucional que fue aprobado con más del 71 % de la votación y una abstención del 55.63 % que resultó en la ratificación de la nueva Constitución de Venezuela de 1999.

“Juro delante de Dios, de la Patria y de mi pueblo que sobre esta moribunda Constitución haré cumplir e impulsaré las transformaciones democráticas necesarias para que la República tenga una Carta Magna adecuada a los nuevos tiempos”.
Hugo Chávez

Tragedia de Vargas
Ese mismo 15 de diciembre de 1999 sucede la primera crisis que Chávez debe enfrentar. Cuando debido a las fuertes lluvias en el centro que no habían parado desde hacía semanas,comenzaron un conjunto de deslaves,corrimientos de tierra e inundaciones en el estado Vargas.
Chávez rechazo el envío de 2 navíos estadounidenses que transportaban 450 ingenieros de la armada y los Marines, así como tractores, bulldozers y maquinaria de ingeniería. Chávez alegó que Venezuela no necesitaba personal adicional, dinero o equipo. Sin embargo aceptó la ayuda de los demás países, hubo críticas hacia Chávez por «politizar la ayuda humanitaria».

### Megaelecciones
El 30 de julio de 2000 se realizaron las elecciones generales para «relegitimar todos los poderes». El Centro Carter monitoreó las elecciones; su reporte dijo que, debido a la falta de transparencia, la percepción de parcialidad en el Consejo Nacional Electoral (CNE), y la presión política del gobierno de Chávez que resultó en elecciones adelantadas, le resultó imposible validar los resultados oficiales del CNE. Hugo Chávez ganó nuevamente la presidencia con el 59,76 % de los votos. Asimismo en las elecciones parlamentarias, celebradas en la misma fecha, su partido logró la mayoría de escaños en la nueva Asamblea de Venezuela con 91 curules. En agosto decide visitar varios países de la OPEP, entre ellos, Irak, con el fin de darle un papel más activo a la organización. Allí se reunió con el líder Saddam Hussein en Bagdad.
Luego Chávez impulsó el Referéndum sindical con el fin de consultar a la población sobre la conveniencia o no de renovar la cúpula de los dirigentes de los trabajadores del país. Este referéndum fue aprobado por la mayoría de los electores que participaron en la consulta, con más del 62 % de los votos.
El 13 de febrero de 2001, fue capturado en Venezuela un guerrillero colombiano del ELN, los impases de la detención generaron un conflicto diplomático con el gobierno del presidente colombiano Andrés Pastrana y que se denominó el Caso Ballestas.

### Segundo período presidencial (2001-2007)

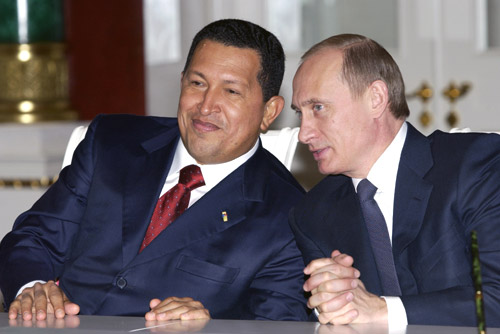
Chávez y el presidente ruso Vladímir Putin en el Kremlin, Moscú; noviembre 2004

En septiembre se realizó en Caracas la Segunda Cumbre de la Organización de Países Exportadores de Petróleo (OPEP). A finales de octubre recibe en la capital a Fidel Castro, presidente de Cuba. A principios del 2001 realiza una gira por varios países asiáticos. El 30 de mayo asiste en Indonesia a una reunión del Grupo de los 15.
El Congreso aprobó en noviembre de 2000 un Decreto Habilitante que le otorgaba poderes especiales al presidente para aprobar un conjunto de leyes, incluyendo la Ley de Tierras, que impulsaba una Reforma agraria, una nueva Ley de Hidrocarburos y la Ley de Pesca. Si bien fueron aprobadas las 49 leyes, la oposición, dirigida principalmente por la patronal más importante del país (Fedecámaras y la Confederación de Trabajadores de Venezuela (CTV)), se concentraron en luchar contra las leyes antes mencionadas.
El 13 de noviembre, Chávez decreta 49 leyes amparándose en la Ley Habilitante que le fue otorgada por la Asamblea Nacional en noviembre del año anterior. Ese mes, en cadena nacional de radio y televisión, mostró fotos de niños que dijo que habían muerto durante los bombardeos de Estados Unidos en la Guerra de Afganistán; Chávez describió la guerra como "combatir terrorismo con terrorismo". El Departamento de Estado de los Estados Unidos rechazó estas declaraciones y llamó a su embajadora en Caracas.
El 10 de diciembre de 2001, mientras daba un discurso en la Base Aérea Francisco de Miranda, conocida como La Carlota, en el este de Caracas, se realizaba la manifestación en contra de sus políticas convocada por Fedecámaras y la CTV que llamaron a un primer paro nacional. Si bien el paro fue calificado como exitoso, la oposición no logró su objetivo de hacer retroceder al gobierno con el paquete de leyes habilitantes, pero el gobierno negó que haya sido un éxito, exasperando el enfrentamiento.

#### Golpe de Estado de 2002
Después de la gran marcha del 23 de enero de 2002 donde más de 200 000 personas salieron en Caracas dirigidas por la CTV con Carlos Ortega, el 24 de enero renuncia Luis Miquilena, ministro del Interior. El 7 de febrero, un coronel de aviación de nombre Pedro Luis Soto, intervino en un foro televisado y pidió la renuncia de Chávez. Soto dijo que Chávez "no tiene autoridad para destruir una democracia de 44 años por muchos defectos que haya tenido". El 11 de febrero Hugo Chávez, designó al vicepresidente del Banco Central, Gastón Parra, como el nuevo presidente de la petrolera estatal PDVSA. Parra reemplaza a Guaicaipuro Lameda y es el cuarto presidente de PDVSA que Chávez nombra en sus tres años de mandato. El ministro de la Secretaría de la Presidencia, Rafael Vargas, notificó a la prensa del cambio sin entregar las razones para la medida. Aparentemente Lameda cayó en desgracia con el manejo de la Ley de Hidrocarburos y los paros provocados. El 21 de febrero el general Guaicaipuro Lameda se desmarca de gobierno y exige al presidente venezolano que rectifique. De esta forma, se convierte en el cuarto militar que critica pública y abiertamente al presidente. Dice que tampoco podría volver al Ejército, sobre todo cuando su comandante en jefe ha dicho vestido con el uniforme militar que "la revolución cuenta con tanques y cañones, y no en sentido figurado". El militar se ha preguntado "¿cuál es el enemigo, contra quién vamos a usarlos?".
El 25 de febrero, un nuevo militar activo, el general de brigada de la Fuerza Aérea Venezolana, Román Gómez Ruiz, pidió la renuncia al presidente Hugo Chávez. El 7 de abril, en el Aló Presidente número 101, el presidente Chávez anunció por televisión el despido de altos gerentes de la empresa PDVSA, despide a 7 altos ejecutivos, todos gerentes, jubila a 12 más y amenaza con no tener inconvenientes para despedir unos cuantos más. Las protestas en las calles se intensificaron.
El 9 de abril, la CTV y Fedecámaras anuncian el paro general de 24 horas para apoyar a los gerentes de PDVSA. La oposición convocó el 11 de abril a una marcha que reunió a cientos de miles de personas, que originalmente iba destinada y autorizada hasta la sede de PDVSA ubicada en Chuao, pero los ánimos se caldearon y fue desviada hacia al Palacio de Miraflores, el cual se encontraba rodeado por manifestantes partidarios de Chávez. Al llegar al centro de la ciudad, las protestas se convirtieron en violentos disturbios y enfrentamientos entre los opositores, los partidarios del gobierno y la intervención de la Guardia Nacional y la Policía Metropolitana de Caracas.
Durante los hechos, Chávez se encontraba en el Palacio de Miraflores, desde donde se dirigió al país en Cadena nacional y solicitó a las Fuerzas Armadas la activación del llamado Plan Ávila, un plan especial de las Fuerzas Armadas venezolanas reservado para cuando hay una conmoción interna que amenaza la estabilidad y la seguridad nacional por última vez durante el Caracazo. Mientras tanto, los directivos de las estaciones de televisión privadas decidieron dividir la imagen transmitida. En una mitad de la pantalla se veía a Hugo Chávez llamando a la calma y en la otra, las escenas de las protestas que ocurrían en el centro de Caracas. El gobierno, ante esto, respondió a través de la Comisión Nacional de Telecomunicaciones de Venezuela sacando del aire a dichas televisoras. A partir de la 1:30 p. m. comenzaron a reportarse personas heridas y muertas durante los enfrentamientos. Terminando la tarde, las televisoras transmitieron un mensaje un grupo de almirantes y generales que desconocían al gobierno de Hugo Chávez y quienes afirmaron que para ese momento habían ya fallecido seis ciudadanos víctimas de los hechos ocurridos en los enfrentamientos. Poco después, Venevisión transmitió imágenes en las cuales un grupo de civiles armados, afectos al gobierno de Chávez, disparaban desde el puente Llaguno, ubicado en medio de la manifestación, hacia el sur, dirección en la cual tendrían ángulo visual de los manifestantes que por ahí transitaban.
Estas imágenes fueron pasadas en directo a nivel nacional en la televisión, según Chávez y voceros de su gobierno, manifestaron varios días después que las imágenes eran editadas y nunca se muestra a quiénes les disparaban, aunque el locutor hablando desde el estudio decía que disparaban a los manifestantes. Los tiradores dirían, días después, que ellos disparaban en modo de defensa en contra de unos francotiradores apostados en los pisos superiores de edificios cercanos y contra funcionarios de la policía Metropolitana de Caracas. Finalmente, hubo veintiséis muertos, de los cuales veinte murieron el 11A. Nueve policías metropolitanos y dos efectivos de la Guardia Nacional Bolivariana fueron enjuiciados por varias de esas muertes. Se señalaron a los pistoleros de Puente Llaguno, entre ellos al concejal Richard Peñalver del partido oficialista MVR, imputado ante el Tribunal 26 de Control, de ser los causantes de los decesos.
En horas de la noche, el presidente Chávez fue presionado por los militares que lideraban el golpe, quienes le exigieron entregarse y renunciar sin que hubiese que atacar el palacio presidencial, aún rodeado de civiles partidarios del gobierno. A las 12:00 a. m. aproximadamente, el general Lucas Rincón Romero, ministro de la Defensa para aquel entonces, se dirigió al país por televisión y expresó que al presidente «se le solicitó la renuncia, la cual aceptó». En horas de la madrugada del 12 de abril, Chávez accedió a entregarse, abandonó el Palacio de Miraflores y fue transportado inicialmente a la base militar ubicada en Fuerte Tiuna en Caracas. Las imágenes de lo ocurrido ese día dentro del palacio presidencial fueron captadas por las cineastas Kim Bartley y Donnacha O'Brien en el documental La revolución no será transmitida.
En horas de la tarde del día 12 de abril juró Pedro Carmona, presidente de Fedecámaras, como presidente interino. Acto seguido, el procurador general designado por Carmona, Daniel Romero, leyó un decreto que derogó las 49 leyes decretadas, disolvió el Parlamento, el Tribunal Supremo de Justicia, la Fiscalía, la Defensoría del Pueblo y se dio a sí mismo poderes por encima de la Constitución, lo que causó una gran indignación entre los partidarios del presidente Chávez y en algunos sectores moderados de la oposición y terminó por restarle apoyo internacional. Catorce presidentes latinoamericanos, reunidos en la XVI Cumbre del Grupo de Río, condenaron la interrupción del orden constitucional en Venezuela e instaron a la normalización de la institucionalidad democrática. El gobierno de Colombia fue el único de Latinoamérica en reconocer a Pedro Carmona.
El sábado 13 de abril, desde horas de la mañana, muchos seguidores de Chávez comenzaron a manifestarse en Caracas. La autopista que enlaza la capital con el oriente fue cerrada por los manifestantes, al igual que la autopista que la comunica con La Guaira. De ese modo, comenzaron protestas en todo el país, aunque algunos canales de televisión solo se limitaron a transmitir películas y series de dibujos animados, no informar sobre las protestas oficialistas, ir a sectores asignados para transmitir un aparente ambiente de calma, y mucho menos entrevistar a los partidarios o adeptos de Chávez, e incluso llegar a censurar a quienes denunciaban que Chávez no había renunciado (un ejemplo fue la censura a una rueda de prensa del Fiscal General tras denunciar que lo que sucedía era un golpe de Estado) lo cual fue denominado como censura informativa. Los venezolanos, ya en la tarde de ese sábado, comenzaron a enterarse de lo que sucedía gracias la cadena de noticias CNN. También la cadena radial Caracol de Colombia ofreció información sobre lo que acontecía. Los captores de Chávez lo trasladaron a una base naval en Turiamo, donde escribe una nota dirigida a los venezolanos expresando: "No he renunciado al poder legítimo que el pueblo me dio". De aquí, Chávez es trasladado a la Isla La Orchila con la intención de convencerlo para llevarlo fuera del país por su propia solicitud.
En la noche de ese día partidarios de Chávez lograron tomar el canal televisivo Venezolana de Televisión, tomada previamente por la policía de la gobernación del estado Miranda, la cual era controlada por Enrique Mendoza, gobernador de la entidad mencionada y agudo opositor a Hugo Chávez. Un batallón asentado en Maracay, bajo el mando del general Raúl Isaías Baduel, declaró su adhesión a la Constitución "que el pueblo venezolano libérrimamente se dio" y activó lo que llamaron la Operación de Rescate de la Dignidad Nacional. Los partidarios de Chávez tomaron el Palacio de Miraflores, abandonado por los golpistas a primeras horas de la tarde. El presidente del Congreso tomó juramento al vicepresidente, Diosdado Cabello, como presidente provisional. Horas más tarde, en la madrugada del 14 de abril, un grupo de comando libera a Chávez en La Orchila y lo traslada a Caracas por vía aérea. Diosdado Cabello le transfiere el mando. Chávez se dirige a la nación, mostrando un crucifijo y llama a la calma. El gobierno de Chávez, sus simpatizantes y la gran mayoría de las fuentes de referencia y de información fuera de Venezuela consideran al derrocamiento temporal de Hugo Chávez como producto de un fallido golpe de Estado por tratarse de un intento de derrocar mediante la fuerza a un presidente electo democráticamente.
El 14 de agosto de 2002, el Tribunal Supremo de Justicia dictó una sentencia según la cual no ocurrió un golpe de Estado en Venezuela. Esta decisión fue acatada, pero no compartida por Chávez. El 14 de marzo de 2005 fue anulada por un nuevo tribunal que fue modificado por la Asamblea Nacional en el 2004 que logró impulsar la ampliación del número de magistrados del Tribunal Supremo de Justicia de 20 a 32.

#### Paro petrolero de diciembre de 2002-2003
Por iniciativa del nuevo presidente brasileño, Lula Da Silva, se conformó un grupo de "países amigos de Venezuela", entre los que se encontraba Brasil, Chile, México, España, Portugal, Estados Unidos (hasta ese momento, Chávez no tenía buenas relaciones con los presidentes de todos estos países con excepción de Brasil) y algunas personalidades estadounidenses como el expresidente Jimmy Carter.
Semanas después de los sucesos de abril, se reiniciaron las protestas opositoras. El 22 de octubre de 2002, un grupo de catorce militares activos de alto rango o retirados, que habían estado implicados en el golpe de abril, se pronunciaron en contra del gobierno en la plaza Altamira, declarándose en desobediencia. Día a día, más militares se unieron a la protesta hasta alcanzar a unos 120 oficiales; el gobierno decidió no reprimir ni sofocar la protesta militar.
El 2 de diciembre de 2002, días después de la creación de una mesa de diálogo y acuerdos patrocinada por la OEA y el Centro Carter, en la cual sectores del gobierno y la oposición se sentaron para intentar reconciliarse, no llegando a un acuerdo, se convocó a un nuevo paro general propiciado por los sindicatos opuestos al gobierno, como Fedecámaras o el grupo "Gente del Petróleo" (conformado por miembros y extrabajadores de PDVSA); asimismo, contó con el apoyo de diversos sectores de la oposición.
Su duración inicialmente era de 24 horas, pero se prorrogó hasta convertirse en una huelga indefinida. La petición central de los huelguistas era la renuncia del presidente, la realización de nuevas elecciones presidenciales o de un referendo consultivo sobre la continuidad de Chávez. Chávez nunca renunció, y el paro se mantuvo durante 62 días. El paro coincidió con la gran parada por el plan de mantenimiento preventivo anual de todas las fábricas que ocurre entre el 10 de diciembre y el 15 de enero del siguiente año en la mayoría de países industriales.
El 5 de diciembre, la tripulación del buque petrolero Pilín León se declaró en rebeldía y fondeó el buque en el canal de navegación del lago de Maracaibo. Gran parte de los medios de comunicación nacionales transmitieron con acercamiento lo que sucedía diariamente con respecto al paro petrolero y otros acontecimientos derivados. Los más destacados por su seguimiento y apoyo (poco parcializado) al paro fueron RCTV, Globovisión y Venevisión, así como otros medios tales como periódicos o emisoras de radio, aunque muchos cesaron su transmisión, y otros censurados. El 21 de diciembre se logró recuperar el buque tanquero Pilín León y conducirlo a puerto seguro por el canal de navegación del Lago de Maracaibo y por debajo del puente Rafael Urdaneta.
La paralización llegó a su clímax cuando se afectó a la petrolera estatal, PDVSA. Miles de los empleados de la empresa abandonaron sus puestos de trabajo.[cita requerida] Diversas protestas se presentaban en el país, en especial Caracas, la principal y ciudad y la más polarizada. Las protestas se caracterizaban por llegar a lugares específicos, ambos sectores, tanto de gobierno y oposición, protestaron en apoyo o rechazo al paro respectivamente.
El gobierno llamó a exempleados de PDVSA y a técnicos de Universidades y de las Fuerzas Armadas con el objeto de que hicieran funcionar nuevamente a la empresa petrolera. Para finales de diciembre este objetivo prácticamente estaba logrado, lo cual fue un duro golpe para los propulsores del paro, que se fue debilitando con el paso de los días. A mediados de enero de 2003, el gobierno logró recuperar el control total de PDVSA. El Estado decidió despedir a 15 000 empleados por razones inciertas, una de las cuales fue la abstención de recurrir a sus puestos de trabajo por un largo período. Finalmente, el 3 de febrero, el paro fue cesado por las pérdidas ocasionadas al país, al sector comercial y al desgaste económico de la industria nacional.

#### Sistema Nacional de Misiones o «Misiones Bolivarianas»

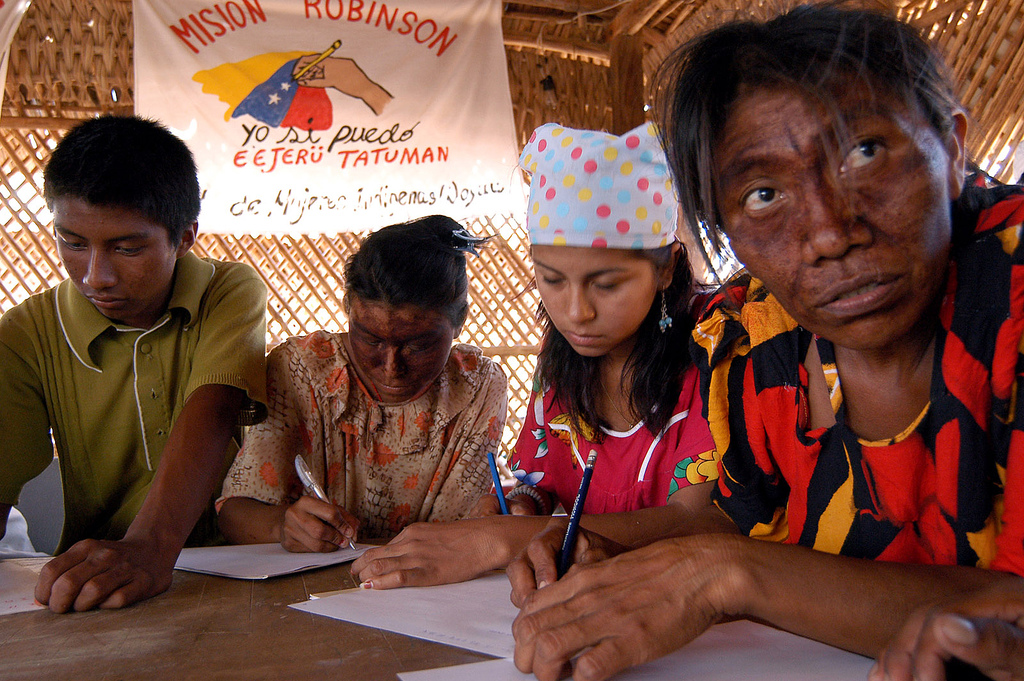
Indígenas de la etnia wayuu aprenden a leer y escribir con la misión Robinson.

Hugo Chávez implantó una política de programas sociales muy activos y que desde el 2003 son llamados "misiones". Las más publicitadas eran las educativas, como la Misión Robinson, que servía para enseñar a leer y a escribir en los barrios populares, y que estaba basada en métodos venezolano-cubanos. La Misión Ribas tuvo como objeto facilitar los estudios primarios y la Misión Sucre lo mismo pero para los secundarios y universitarios. Además de éstas, existía la Misión Barrio Adentro que consistía en un Programa médico-asistencial para las zonas más deprimidas del país y la Misión Vuelvan Caras que consistía en un incentivo del gubernamental para la producción de bienes y servicios por parte de las sociedades organizadas conocidas como "Consejos Comunales". En total eran 21 misiones sociales. Según cifras del Ministerio para la Vivienda y el Hábitat, no se alcanzó la cifra de 100.000 casas anuales necesarias para detener el incremento del déficit de viviendas en Venezuela. De hecho, desde 1999 hasta el 2007, el Ejecutivo nacional solo había podido construir cerca de 260.000 soluciones habitacionales. El déficit de viviendas se ubicaba en 1,8 millones de unidades en el 2007.

#### El Esequibo, política exterior
Su política exterior con relación al "diferendo territorial" por el Esequibo fue transmitida por televisión el 29 de febrero de 2004 en la concentración popular frente al jardín Botánico, que durante su visita a la ciudad de  Georgetown  con el presidente Bharrat Jagdeo  (entre el 20 y 21 de febrero) declaró con estas palabras

“... Me he comprometido con el Presidente Bharrat Jagdeo a que el Gobierno venezolano no va a oponerse a ningún proyecto en la región que vaya en beneficio de sus habitantes, en beneficio directo. Como me decía el Presidente: Proyectos de agua, vías de comunicación, energía, proyectos agrícolas…y segundo, que ante el surgimiento de cualquier proyecto más sensible, inmediatamente nos activamos ambos para revisarlo, en la comisión binacional de alto nivel y buscarle salidas”

para la búsqueda de una solución pacífica y práctica a la controversia, de conformidad con el Acuerdo de Ginebra de 1966, el espíritu de la cordialidad ha impregnado el enfoque del diálogo entre las dos partes. Hermann Escarrá, interpuso un recurso de nulidad ante el Tribunal Supremo de Justicia para revertir la postura adoptada por el gobierno nacional, muy a pesar del antecedente de que en el año 1999, Guyana intento otorgar concesiones petroleras prácticamente dentro del área de influencia de la  Plataforma Deltana, en exploración. Por lo cual el gobierno a través de la cancillería protestó, logrando detener las prospecciones de las empresas CGX canadiense y la Exxon Móvil, Estos errores ha llevado al triunfo de la estrategia de Guyana de llevar a Venezuela a la Corte Internacional de Justicia para dirimir la controversia existente.

#### Inicio de la campaña de nacionalización de extranjeros previo al Referéndum
Gracias a un plan masivo denominado Misión identidad, el Gobierno de Chávez en mayo de 2004 busca nacionalizar a más de 200 000 extranjeros preparándose para el referéndum de agosto que se venía y que más adelante superaría los 3 millones de nacionalizados. acelerando la tramitación de documentos en un tiempo récord de dos meses.

#### Referéndum revocatorio
Entre abril y mayo se hizo la recolección de firmas. El 3 de junio de 2004, el Consejo Nacional Electoral anunció que el mínimo de firmas necesarias se había recolectado y quedaba activado el referéndum. Chávez se dirigió al país en cadena nacional y expresó más o menos: «Hasta ahora han jugado ustedes, ahora me toca jugar a mí... Nos vemos en Santa Inés». Y con ello comenzó su campaña para ganar el referéndum, cuya fecha se fijó en agosto. Para sacarlo del gobierno, la oposición debía obtener más de 3,70 millones de votos, número que obtuvo Chávez en su reelección del año 2000; pero también, para lograr eso, los votos a favor del presidente tenían que ser menores a esa cantidad. El referéndum se realizó el 15 de agosto. El 40,64 % (3 989 008) estaba en contra del presidente, pero el 59,06 % (5 800 629 personas) estaba a su favor. De esa manera Chávez no fue revocado. La oposición denunció fraude y se deslindaron de la OEA y del Centro Carter que sí avalaron esos resultados. Como consecuencia, la Coordinadora Democrática se disolvió, al igual que Gente del Petróleo y fue un duro golpe para la ONG Súmate.

#### Elecciones regionales de 2004
El fenómeno del chavismo se ha extendido también a las elecciones regionales. Los resultados de las elecciones para gobernadores y alcaldes de octubre de 2004 favorecieron a los partidos chavistas: 22 de los 24 estados quedaron en manos de gobernadores del partido MVR. Solo los estados Zulia y Nueva Esparta quedaron en manos de la oposición. En otros estados, la victoria de los chavistas fue muy ajustada. Así mismo, el chavismo se hizo con el 90 % de las alcaldías.

#### Expropiación de latifundios
A partir de 2005, Hugo Chávez ordenó mediante la Ley de Tierras, aprobada en 2001 un decreto con fuerza de ley, aprobado previamente por la Asamblea Nacional en noviembre de 2000 un Decreto Habilitante, la expropiación de latifundios y tierras aparentemente improductivas, para dársela a quien la quiera trabajar, por la «seguridad alimentaria» y para «profundizar la revolución». Se pretende que esta acción fue apoyada por los campesinos sin tierras y asalariados, pero criticada por los empresarios, terratenientes, la oposición venezolana en general, Estados Unidos,[cita requerida] y el expresidente argentino Carlos Menem, que las considera «medidas comunistas».
En casi 14 años de gobierno de Hugo Chávez, fueron expropiadas más de 3,6 millones de hectáreas de tierras mediante el uso de la ley de Tierras y Desarrollo Agrario en 2001. Esta política ha sido muy criticada por productores agrícolas y empresarios, pese a que el gobierno asegura que permite combatir el latifundio. Este programa continuo hasta mediados de 2020, en el 2008 Chávez anunció que, durante su gobierno, aumentó en un 45 % la superficie cosechada. Sin embargo, también durante su gobierno las importaciones de alimentos se han quintuplicado, convirtiendo a Venezuela en un país altamente dependiente del exterior.
El programa fue utilizado como herramienta para amenazar y a destruir económicamente a sus oponentes políticos como la expropiación de la finca "La Carolina" de 373 hectáreas y la finca "Los Azahares" de 41 hectáreas propiedad del exembajador Diego Arria El caso de la finca "La Milagrosa" del exgobernador Manuel Rosales ubicada al sur de lago Maracaibo. quien fue un oponente al gobierno de Hugo Chávez, El ministro Elías Jaua se pronunció al respecto: "Estamos actuando dentro de la ley. Nadie por más líder de la oposición o del gobierno que sea podrá escudarse en su posición de líder político para infringir las leyes de la República". 
Franklin Brito fue un productor agrícola que ganó notoriedad internacional debido a una disputa de propiedad de terrenos y a la huelga de hambre que llevó a cabo para protestar en contra de la expropiación de sus terrenos, el 30 de agosto de 2010 termina muriendo de inanición. para diciembre de 2011 se habían expropiado poco más de 3,6 millones de hectáreas de tierra.

#### Elecciones parlamentarias de 2005
En las elecciones parlamentarias del 4 de diciembre de 2005, absolutamente todos los curules del Parlamento fueron ganados por diputados simpatizantes del presidente Chávez, luego de que los principales partidos de oposición decidieran retirarse y llamaran a la abstención. El argumento esgrimido por dichos partidos fue la falta de confianza en el Consejo Nacional Electoral, si bien dicho ente cumplió con todas las exigencias que realizó la oposición, por lo que el retiro fue calificado por los observadores internacionales de la OEA y la Unión Europea como "muy sorpresivo". La abstención electoral fue alta y alcanzó el 75 %, aunque no llegó a superar el récord del 76 % en las elecciones del 2000.

#### Reducción de refinerías de Citgo en 2006
En agosto de 2006, Hugo Chávez toma la decisión de vender la participación 41.25 % de CITGO de la Refinería Lyondell (Texas) a su socio mayoritario con capacidad de procesamiento de 265 000 barriles por día. la refinería se valoró en US $5,250 millones de dólares, con lo cual la porción de CITGO cifró en 2165 millones de dólares. Debido a que había pasivos por saldar el monto neto a recibir quedó en 1313 millones de dólares que serán depositados al FONDEN

#### Elecciones presidenciales de 2006
En las elecciones presidenciales del 3 de diciembre de 2006, fue reelegido con una amplia ventaja (de más de tres millones de votos) como presidente de la República Bolivariana de Venezuela obteniendo 7 309 080 (62,84 %) frente a 4 292 466 (36,90 %) obtenidos por el candidato de la oposición Manuel Rosales quien reconoció el resultado esa misma noche.[cita requerida]

#### Partido Socialista Unido de Venezuela

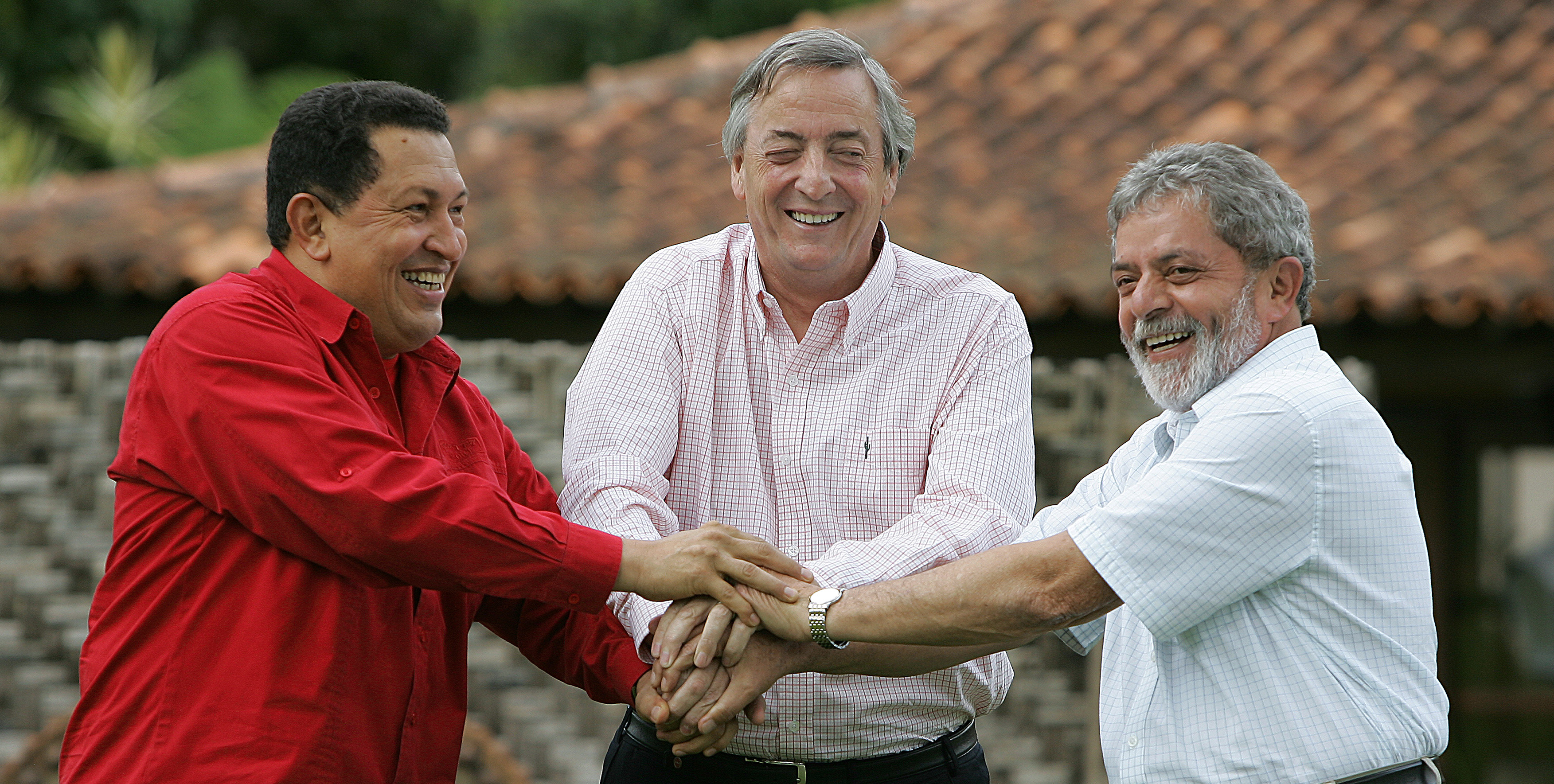
Chávez junto a Néstor Kirchner y Lula da Silva

Desde la asunción de Chávez al poder, el Movimiento V República ha pasado por diversas transformaciones, que incluyen el abandono o la incorporación de integrantes notables, así como también el apoyo o la oposición de diferentes partidos políticos.
Después de que el presidente Chávez aprobara la Ley de Tierras e Hidrocarburos por decreto emitido en 2001, algunos de los partidos aliados se pasaron a la oposición. El primero en hacerlo fue el MAS (Movimiento al Socialismo), tras lo cual ocurrió una fractura en ese partido de la cual surgió "Podemos" (Movimiento Por la Democracia Social), conformado por ex-masistas que apoyaban al presidente venezolano.
Luego, algunos miembros del propio del partido de Chávez, MVR, como Luis Miquilena, se pasaron a la oposición en una nueva agrupación llamada "Solidaridad". Chávez también ha tenido problemas con el partido PPT: en 2000 le quitó el apoyo por problemas en la selección de candidatos al parlamento y cargos regionales. El propio PPT decidió volver a Chávez después de negociar nuevos términos.
Con anterioridad a todas estas escisiones, Francisco Arias Cárdenas, uno de los más antiguos amigos de Chávez (quien también participó en el intento de golpe de 1992), le quitó su respaldo y se postuló como candidato a la presidencia en las elecciones de 2000, luego de constituir su partido "Unión". Arias Cárdenas perdió las elecciones, pero siguió activo en la oposición hasta 2005, año en el que volvió a apoyar al gobierno en las elecciones parlamentarias.
En ese año, Eduardo Manuitt, seguidor de Chávez y gobernador del estado Guárico, fue acusado por dirigentes emeverristas de estar tras presuntas violaciones de derechos humanos cometidas por un cuerpo élite de la policía de la gobernación contra unas 200 personas. Los informes fueron vetados y la fiscalía investiga. Sin embargo, hay profundas discrepancias en el chavismo en torno a este tema, a pesar de que el día cinco de mayo de 2005 un grupo de diputados chavistas, encabezado por el diputado Raúl Esté, hizo denuncias en la Asamblea Nacional contra el gobernador Manuitt, por corrupción, narcotráfico y ajusticiamientos —con más de 160 asesinados con ‘tiros de gracia’ en la cabeza— solo en el mes de noviembre del año anterior.[cita requerida]
Chávez, quien era además jefe de su partido MVR, realizó críticas constructivas contra sus propios funcionarios y seguidores y se autocalificaba como uno de los principales críticos de su propio gobierno.[cita requerida] Criticó públicamente a sus ministros y exministros de Vivienda, Comunicación e Información, Salud, a los alcaldes de Caracas, etc. También ha mencionado que hay infiltrados en su gobierno. Lina Ron, una activista, ferviente seguidora de Chávez, afirmó una vez que «estoy con Chávez, pero no con su gobierno». Luis Tascón, diputado del MVR, ha mencionado que todavía existe «el miquilenismo» en el gobierno y que la corrupción se mantiene intacta.
En la campaña electoral de 2006, Chávez propuso en varias oportunidades la creación de un partido único donde se fusionaran todas las fuerzas políticas que apoyaran su gestión en caso de resultar electo en la elección presidencial de 2006. Luego de obtener el triunfo en la elección, Chávez le dio nombre de 'partido unitario', Partido Socialista Unido de Venezuela, y así logró un importante empuje a la formalización de esa propuesta.

### Tercer período presidencial (2007-2013)

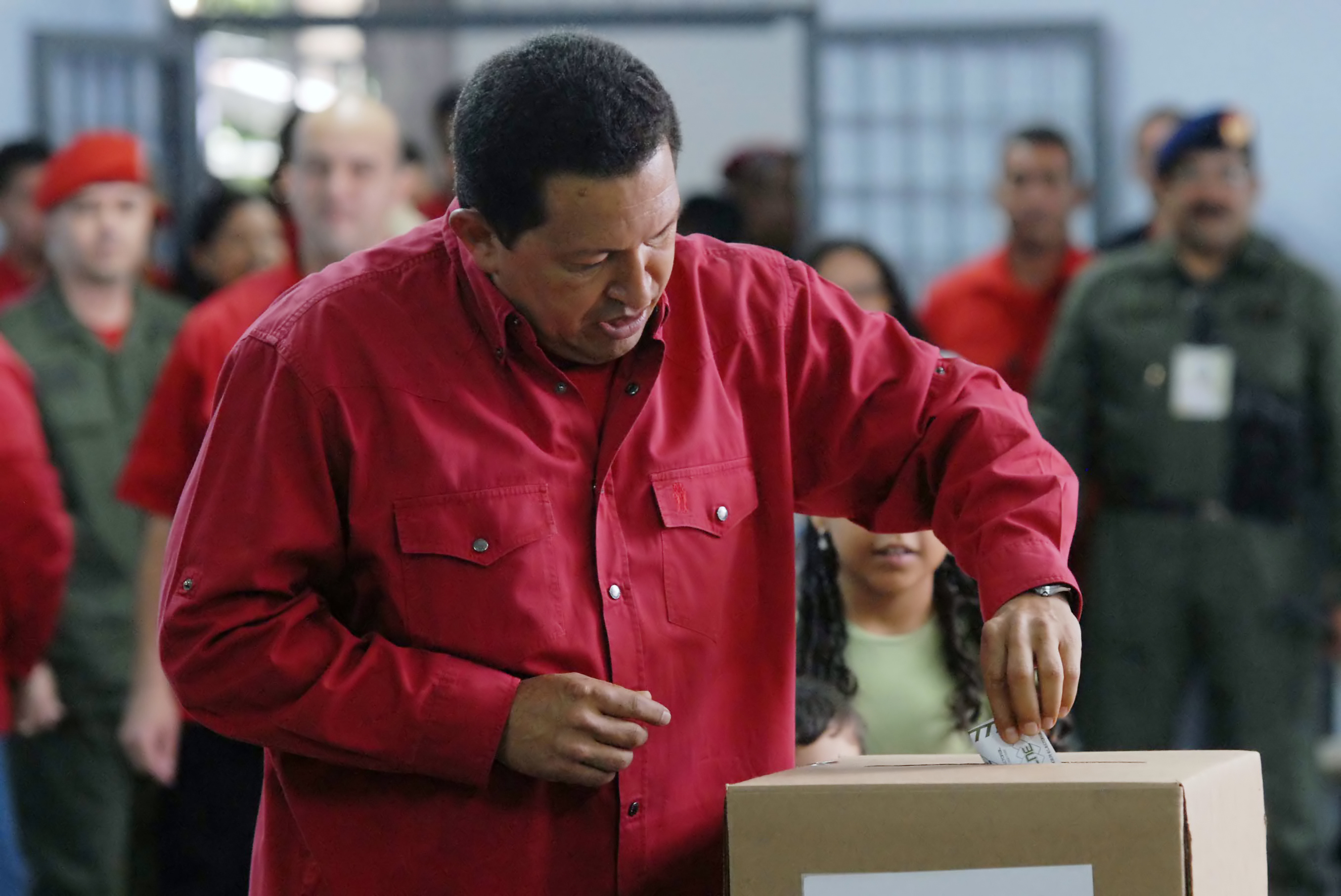
Votando en diciembre de 2007

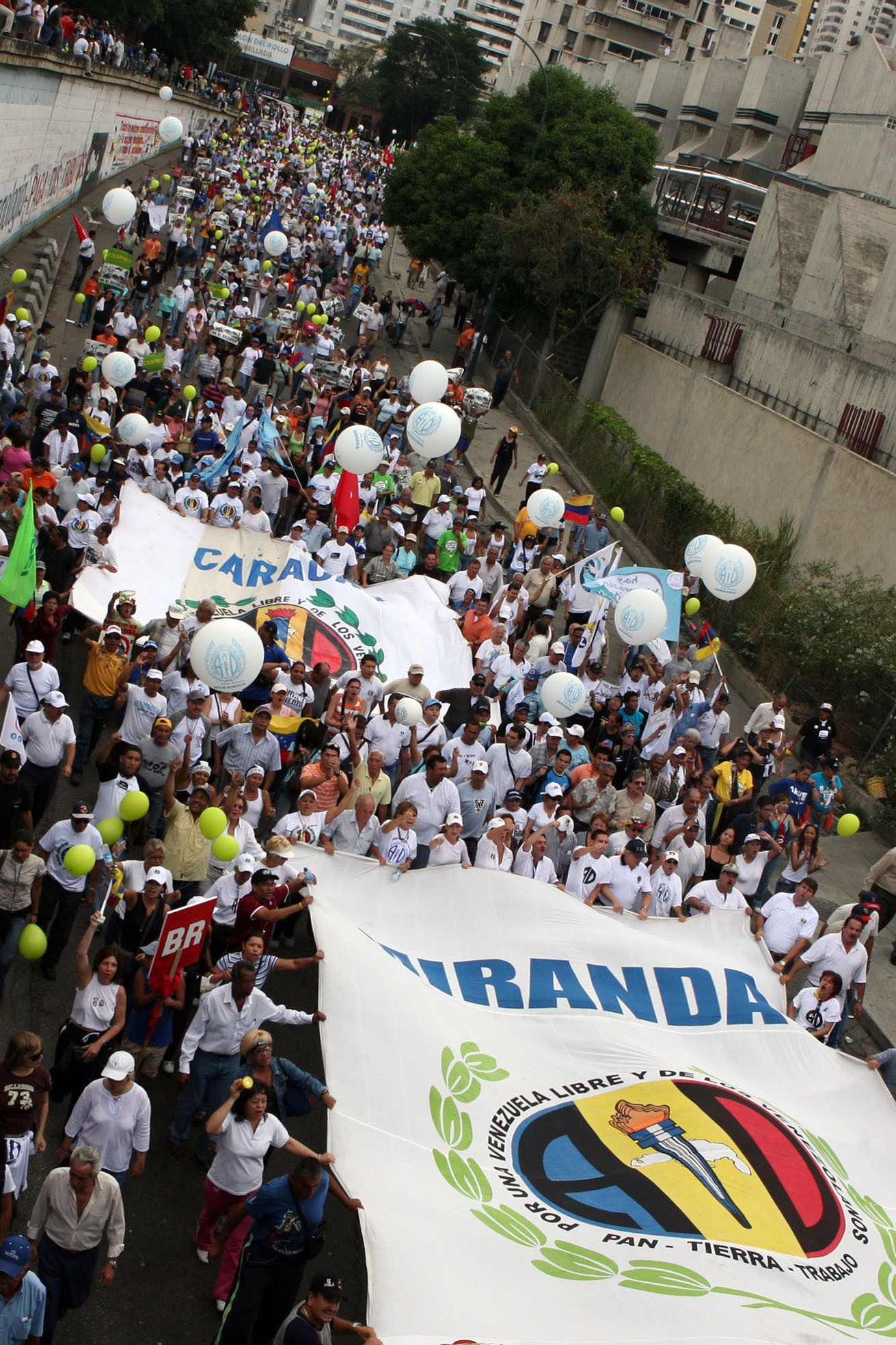
Marcha opositora por el cierre de RCTV

Chávez asumió el 10 de enero de 2007 en el Capitolio Federal como presidente reelecto del país para el período 2007-2013, anunciando ante la Asamblea Nacional que llevaría a Venezuela hacía el denominado Socialismo del siglo XXI, lanzando la frase "Patria, Socialismo o Muerte".
Chávez nacionalizó la empresa CANTV la mayor telefónica del país y su filial de telefonía celular Movilnet hasta ese momento controladas por la empresa estadounidense Verizon, el precio acordado fue de poco más de 572 millones de dólares. Además, también nacionalizó La Electricidad de Caracas (EDC), empresa privada que surte de electricidad a la capital, al comprar el 92,98 % de las acciones de la compañía, a través de una Oferta Pública de Adquisición, que involucró un acuerdo de compra-venta del 82,14 % accionarial que controlaba la estadounidense AES por 739,26 millones de dólares.

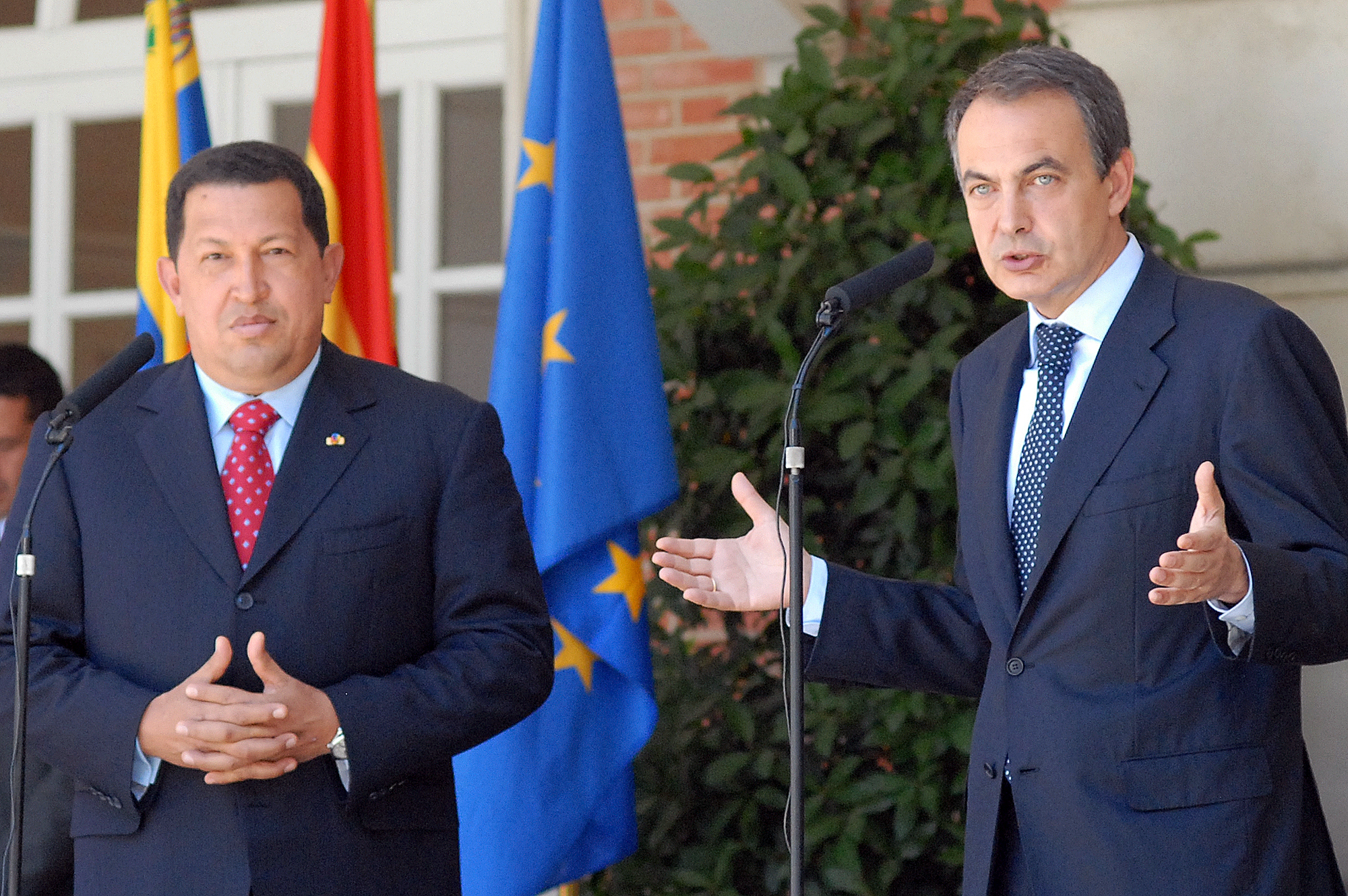
Fotografiado en La Moncloa junto con José Luis Rodríguez Zapatero en julio de 2008

El 27 de mayo de 2007 Chávez decidió no renovar la concesión para operar el canal 2 a la empresa Radio Caracas Televisión (RCTV) que desde entonces solo puede transmitir por cable. Chávez afirmó que la decisión de no renovar la concesión a RCTV fue debido a su participación en el intento de su derrocamiento del 11 de abril, y su respaldo al paro petrolero. Esto conllevó a diversas manifestaciones populares, sobre todo de estudiantes universitarios y periodistas que no estuvieron de acuerdo con el cierre. A finales del 2007, las relaciones diplomáticas de Venezuela con Colombia se afectaron por hechos relacionados con el Acuerdo Humanitario, tras la aceptación de Chávez de mediar en la Operación Emmanuel. Con España también se generó un roce diplomático durante la XVII Cumbre Iberoamericana con el llamado incidente del "¿Por qué no te callas?".
El 11 de septiembre, se anunció el descubrimiento de una supuesta conspiración para llevar a cabo un golpe de Estado contra Chávez. Al menos cinco funcionarios de las Fuerza Armada Nacional Bolivariana fueron arrestados días después. Representantes de medios de comunicación declararon que el presunto golpe fue un intento de desviar la atención a la crisis financiera y otros temas de interés público. Desde el Golpe de Estado en Venezuela de 2002, Chávez denunció continuamente supuestos intentos de asesinato y conspiraciones en su contra, aunque sin llegar a presentar pruebas.

#### Propuesta de reforma constitucional
Hugo Chávez presentó una propuesta de reforma de la Constitución que presenta a la Asamblea Nacional y que es aprobada en tres secciones. Luego la Asamblea Nacional presentó al Consejo Nacional Electoral el proyecto de la reforma constitucional que convocó ese organismo para el 2 de diciembre de 2007; fue votada en dos bloques, el A y el B.
Finalmente la reforma no fue aprobada por estrecho margen. Chávez reconoció y felicitó la victoria de la oposición a la 1:30 de la mañana del 3 de diciembre de 2007. Ante el surgimiento de informaciones que indicaban que Chávez había reconocido su derrota por presiones del sector militar, el presidente venezolano, acompañado por el alto mando militar, dijo a la oposición:

Sepan administrar su victoria, porque ya la están llenando de mierda, es una victoria de mierda y la nuestra, llámenla derrota, pero es de coraje.
Hugo Chávez

Además, haciendo alusión al estrecho porcentaje de ganancia del NO 1,41 (NO: 50.7 %, SI: 49.29 %) y 2,11 (NO: 51.05 % SI: 48.94 %) en el bloque A y B respectivamente, Chávez calificó a la primera victoria opositora como una «victoria pírrica», afirmando que «no la hubiera querido» para sí, y advirtiendo «midan bien matemáticamente la victoria». A pesar de que la oposición ha considerado su propia victoria como un gran paso hacia la salida democrática de Chávez del poder, algunas personas afectas al gobierno consideran esta una pequeña batalla. Varios países se pronunciaron al respecto en diversos sentidos.

#### Pago de la deuda al FMI y el crecimiento de la deuda pública
Para abril del año 2007 el gobierno de Hugo Chávez decidió adelantar la cancelación de la deuda que tenía con el FMI de 3300 millones de dólares que vencería en el 2012 y según el ministro de Finanzas Rodrigo Cabezas se ahorrarían unos 8 millones de dólares, a su vez esto le permitiría una menor injerencia y control en el manejo de la economía del país por estas instituciones. Debido a que la deuda pública se había duplicado desde que Hugo Chávez llegó al poder en 1999. Domingo Maza Zavala quien fue uno de los directores del Banco central de Venezuela expresó para ese momento que la deuda pública venezolana estaba alrededor de los 60.000 millones de dólares, mientras que para inicios de 1999 la deuda pública no pasaba los 28,000 millones de dólares. Esta salida permitió que el gobierno para el año 2012 su deuda externa ascendiera cercana a los 119,000 millones de dólares con la emisión de nuevos bonos Soberanos, bonos de PDVSA, bonos ELECAR, los bonos del Sur y los convenios bilaterales de endeudamiento con China y Rusia. Deuda que ha traído como consecuencia el default del país en el 2017 y la hiperinflación.

#### Venta de refinerías de asfalto propiedad de Citgo en 2007
En noviembre del 2007, Hugo Chávez y Rafael Ramírez Carreño participan al país sobre la venta de la refinería de asfalto Paulsboro (Nueva Jersey) y la refinería de asfalto Savannah (Georgia) a la empresa NuStar Asphalt Refining LLC así como una terminal ubicada en Wilmington la venta fue por $450 MM US dólares más un fondo de operaciones equivalente a $100 MM dólares estadounidenses.
Expropiación de empresas nacionales y extranjeras
En enero de 2007, el presidente Hugo Chávez anunció la intención de su gobierno de nacionalizar compañías de electricidad y telefonía, y tomar el control de varios proyectos petroleros que tenían inversiones extranjeras importantes. Entre los ejemplos notorios están los de CANTV, la compañía de telecomunicaciones más grande de Venezuela, y La Electricidad de Caracas, la compañía de electricidad más grande que cotizaba en bolsa. Otro caso emblemático es el de la expropiación de la planta de arroz propiedad de Cargill. La empresa "Lácteos Los Andes" fue expropiada en marzo del 2008.
Chávez expropió más de 1000 empresas productivas entre el 2002 al 2012. La mayoría de las empresas expropiadas bajaron su producción o directamente quebraron

#### Elecciones regionales de 2008

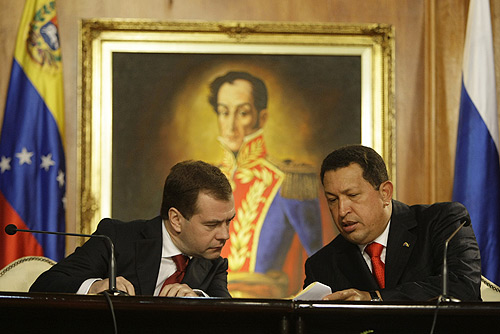
Dmitri Medvédev y Hugo Chávez en 2008

Chávez se involucró directamente en este proceso electoral, que se realizó el 23 de noviembre de 2008 donde se eligieron a los gobernadores de los estados, alcaldes de los municipios y a los legisladores de los Consejos Legislativos Estatales, todos los cargos optaron para el período 2008-2012.
Con excepción de los estados Zulia, Miranda y Nueva Esparta, el oficialismo consiguió la mayoría en todos los consejos legislativos (20 de 23 parlamentos regionales, incluidos dos donde el gobernador electo es opositor (Táchira y Carabobo).
El PSUV obtuvo la victoria en 17 gobernaciones de los 22 estados en disputa (77 % de las gobernaciones) además de vencer en el municipio más poblado: Libertador del Distrito Capital lo que lo consolidó como el partido más votado a nivel nacional. Tomando en cuenta los resultados individuales de los partidos, el PSUV fue la organización con más votos en todos los estados del país exceptuando Zulia, donde Un Nuevo Tiempo fue el más votado.
En cuanto a alcaldías, el PSUV ganó aproximadamente el 80 % de las municipios del país (más de 265 alcaldías) mejorando su resultado del 2004.
Con este resultado del 23 de noviembre el partido de gobierno pasó a controlar 19 entidades federales (17 estados de esta contienda + Amazonas y el Distrito Capital) de las 24 en las que se divide político-administrativamente Venezuela.

#### Referéndum constitucional de 2009
La Constitución venezolana vigente fue impulsada por Hugo Chávez y aprobada a través de un referéndum en 1999, Chávez propuso en diciembre de 2008 un nuevo referéndum con el objetivo de mediante una enmienda a la constitución levantar el límite al número de reelecciones presidenciales, así como el 5 de enero de 2009, decidió incluir también a gobernadores, legisladores regionales alcaldes, diputados y cualquier otro cargo de elección popular.
El referéndum se realizó el 15 de febrero de 2009, Según el boletín emitido por el CNE el 17 de febrero de 2009 el Sí a la propuesta de enmienda alcanzó 6 319 636 votos (54,86 %) y el No 5 198 006 votos (45,13 %), con el 99,75 % de actas transmitidas y una abstención de 30,08 %. El movimiento estudiantil opositor y diversos partidos de la oposición reconocieron los resultados del CNE. Sin embargo, denunciaron un supuesto ventajismo de las fuerzas que apoyaban el Sí.

#### Caso de la Jueza Afiuni
María Lourdes Afiuni fue detenida el 17 de diciembre de 2009 sin orden judicial, sin que se le informara el motivo de la detención ni la autoridad que la había ordenado. Fue llevada al Instituto Nacional de Orientación Femenina (INOF), una cárcel de mujeres ubicado en Los Teques, estado Miranda. En enero de 2010, la fiscalía presentó cargos oficiales contra Afiuni por presuntas irregularidades en la liberación de Eligio Cedeño. En febrero de 2011, se le concedió el arresto domiciliario por problemas de salud. Afiuni fue puesta en libertad condicional el 14 de junio de 2013, pero se mantuvo en el juicio. El 11 de diciembre, Chávez pidió treinta años de prisión para la jueza, en cadena de radio y televisión, por «facilitar la fuga» de Cedeño, ya que el banquero huyó del país al ser liberado.
La Comisión Interamericana de Derechos Humanos criticó la detención de Afiuni, el 26 de febrero de 2010 Chávez anuncia la salida de Venezuela de esa institución.

#### Ataque de la sinagoga Tiféret Israel
Tras una serie de condenas públicas del presidente Hugo Chávez contra el ataque israelí sobre franja palestina de Gaza, Venezuela rompió relaciones con Israel, expulsando al embajador israelí en Caracas. La noche del 31 de enero, un grupo de 15 personas fuertemente armado sometió y amordazó a dos vigilantes de la sinagoga, permaneciendo por al menos cinco horas, destrozando objetos del judaísmo y pintando las paredes con grafitis antisemitas y antisionistas, pidiendo la expulsión de los judíos del país. El gobierno de Israel responsabilizó directamente a Chávez del atentado. durante la presidencia de Chávez la mayor parte de los judíos en Venezuela salieron del país, en 2010 Chávez maldijo a Israel en cadena nacional.

#### Crisis energética de 2009-2011
Desde finales de 2009, Venezuela sufrió una crisis energética que obligó al gobierno a aplicar el racionamiento eléctrico en todo el territorio venezolano, excepto en la capital, Caracas, donde se aplicó un programa de ahorro energético con penalizaciones. La versión oficialista afirmó que el detonante de la crisis fue una sequía ocasionada por el fenómeno climático de El Niño que afectó a los embalses del sistema hidroeléctrico del país. Chávez también responsabilizó a la población por la disparidad entre la oferta y la demanda eléctrica, acusándolos de «derrochar» energía. Por su parte, la oposición venezolana responsabilizó al gobierno de Chávez por la crisis, acusándolo de no haber realizado las inversiones necesarias para seguir el ritmo de crecimiento de consumo eléctrico del país, así como de haber descuidado la infraestructura eléctrica.
Chávez anunció que en el 2010 se instalarían plantas eléctricas con una capacidad de generación total de 6 GW, aunque posteriormente la meta fue reducida a 1.45 GW, con el objetivo de resolver el problema de déficit eléctrico definitivamente. El 10 de junio, el racionamiento eléctrico fue suspendido debido a la recuperación de los embalses por el inicio de la temporada de lluvias, y para no interrumpir la transmisión de la Copa Mundial de Fútbol de 2010. Por esas fechas la crisis eléctrica no había concluido, aunque de acuerdo con el gobierno de Chávez «ya pasó lo peor». La crisis eléctrica fue uno de los factores que contribuyeron en la caída del PIB venezolano de 5.8 %, en el primer trimestre de 2010.

#### Caso PDVAL
A finales de mayo de 2010, se descubrieron unas 130 000 toneladas de alimentos, cifras oficiales, pertenecientes a la empresa estatal PDVAL, con la fecha de caducidad alcanzada. Estos alimentos se encontraban dentro de contenedores almacenados en diversas partes de Venezuela, y generaron fuertes críticas desde los sectores adversos al presidente Chávez. De acuerdo con informes internos de PDVAL, la empresa importó cinco veces la cantidad de alimentos que era capaz de distribuir en 2008; además, los puertos venezolanos también colapsaron al no poder manejar esta carga; y diversos organismos públicos involucrados en el proceso de importación de alimentos no llevaron a cabo los trámites burocráticos necesarios a la velocidad requerida. Hasta el momento, a tres exgerentes le han sido levantado cargos por este hecho.
La oposición acusó al gobierno de Chávez de ser ineficiente y de intentar esconder a los «verdaderos» culpables; criticó el hecho de que Bariven, la empresa que importó la comida, no tenía experiencia en el manejo de alimentos; y que se consultó a asesores del gobierno de Cuba, quienes recomendaron adquirir las cantidades finales. Aunque Chávez calificó el episodio de «grave», también aseguró que la cantidad de alimentos vencidos era «ínfima» en comparación con la cantidad distribuida por PDVAL desde su creación en 2007. También acusó a sus opositores de intentar utilizar este incidente para obtener ganancias políticas en las elecciones parlamentarias de 2010.
Aumento del crimen
De acuerdo con Gareth A. Jones y Dennis Rodgers en su libro Violencia juvenil en América Latina: Una perspectiva de pandillas y justicia de menores, la tasa de homicidios de acuerdo con cifras de PROVEA en 1990 fue de 13 por 100.000 y aumentó a 25 por 100.000 en 1999. Jones y Rodgers continúan afirmando que "con el cambio de régimen político en 1999 y el inicio de la Revolución bolivariana, comenzó un período de transformación y conflicto político, marcada por un nuevo aumento en el número y tasa de muertes violentas" que muestran que en cuatro años, el índice de asesinatos había aumentado a 44 por 100.000.
En 2010, Simón Romero, del New York Times utilizó datos proporcionados por OVV y el grupo Iraq Body Count argumentando que el número de muertos de Venezuela de la década anterior era similar a la cantidad de muertes en la de la guerra de Irak y en ciertos períodos, inclusive habían ocurrido más muertes de civiles. La metodología usada por el OVV ha sido objeto de escrutinio, algunos analistas comentan que el grupo Iraq Body Count ofrece "una medida inexacta de la magnitud" de la cifra real de muertos en Irak. Los secuestros pasaron de 44 en 1999 a 1150 en 2011, y varias megabandas criminales empezaron a formarse en este periodo.

#### Elecciones presidenciales de 2012

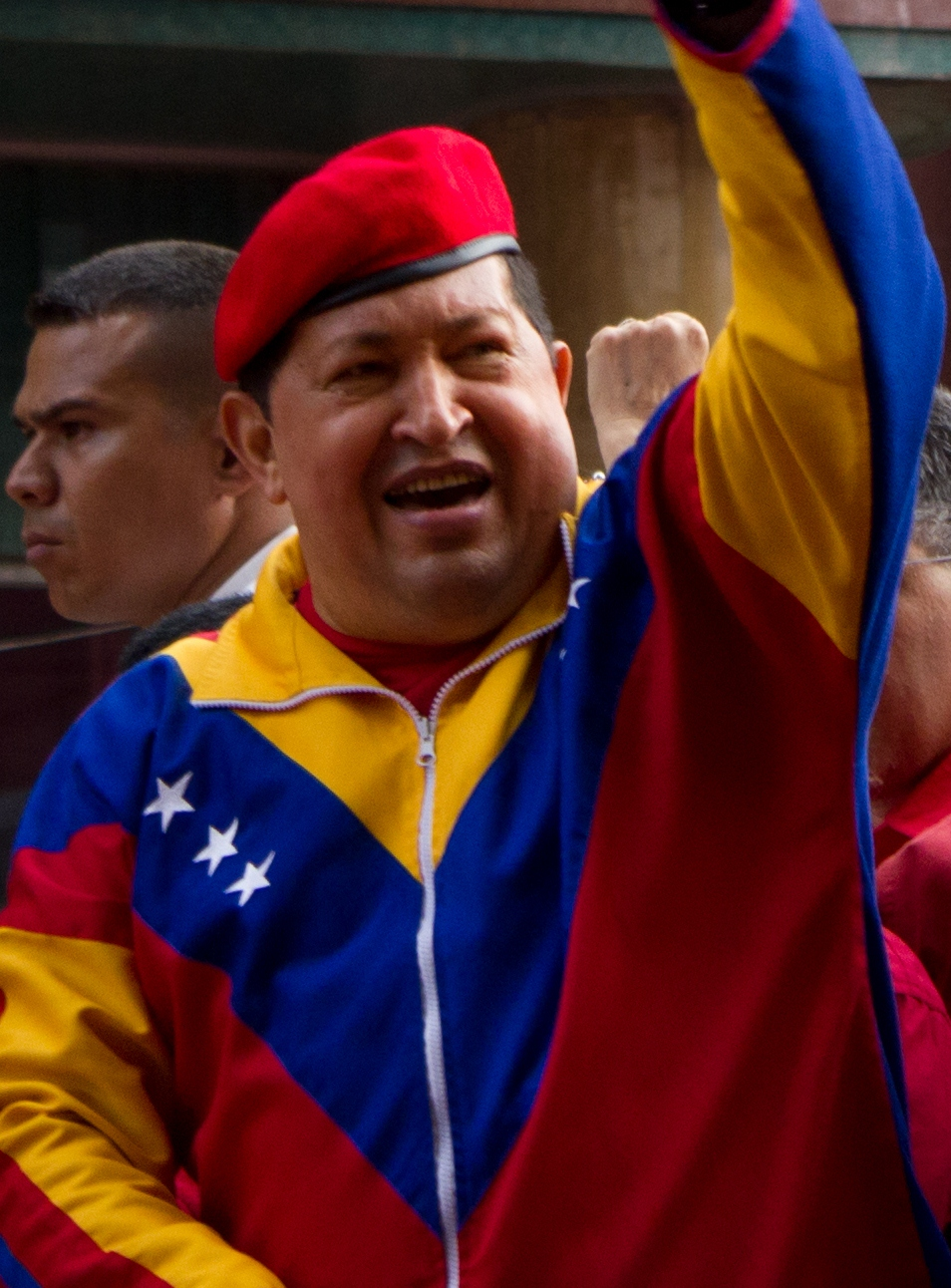
Chávez en 2012

En las elecciones presidenciales de Venezuela para el período 2013-2019 que se llevaron a cabo el domingo 7 de octubre de 2012 en Venezuela, el presidente Hugo Chávez fue reelecto para un tercer mandato consecutivo. Según datos del CNE Hugo Chávez Frías obtuvo 8 185 120 votos, que representan un 55,08 %, mientras que su rival Henrique Capriles alcanzó 6 583 426, un 44,30 %. Chávez logró la victoria en todos los estados y el Distrito Capital con excepción de los estados Táchira y Mérida. Chávez realizó campaña en medio de dificultades por su estado de salud. Henrique Capriles reconoció los resultados y pidió respeto para la oposición.

#### Elecciones regionales de 2012
La última elección realizada con Chávez en vida se efectuó el domingo 16 de diciembre de 2012, cuando se eligieron a los gobernadores de cada entidad federal y a los legisladores a los Parlamentos de éstas, optando para el período 2012-2016. Los resultados oficiales reflejaron una victoria del PSUV, partido de Hugo Chávez, en 20 de 23 gobernaciones de estado (ejecutivo estatal) y mayoría parlamentaria en 22 de 23 consejos legislativos estadales (legislativo estadal). La oposición por su parte mantuvo 3 gobernaciones y 1 consejo legislativo (Amazonas). Henrique Capriles el líder de la oposición mantuvo la gobernación de Miranda. Estas fueron las primeras elecciones regionales venezolanas en las que Chávez no pudo hacer campaña por sus candidatos desde 1998, dado su estado de salud.

### Cuarto período presidencial (2013)
Debido a su estado de salud Hugo Chávez no pudo ejercer todas las atribuciones de su cargo en su cuarto periodo presidencial que comenzaba en enero de 2013. Delegó la mayoría de sus responsabilidades en su vicepresidente Nicolás Maduro. Aunque en esta situación solo se mantendría por unos pocos meses hasta su fallecimiento en marzo de ese mismo año. Durante el mes de enero y febrero de 2013 se emitieron decenas de decretos a nombre de Hugo Chávez.

## Fallecimiento

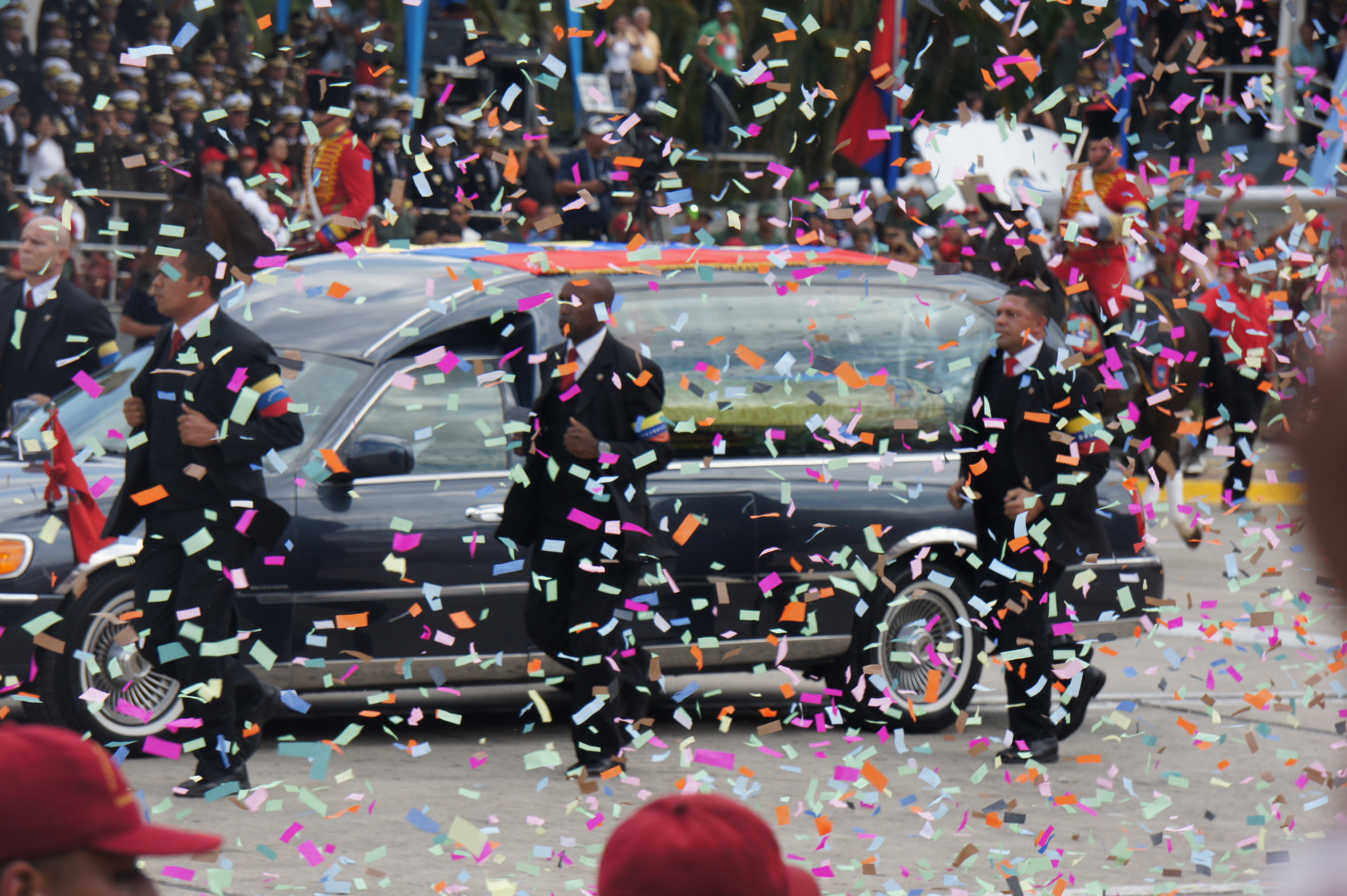
Coche fúnebre trasladando los restos de Chávez, a través de Los Próceres, en Caracas

El 5 de marzo de 2013, a las 17:20 hora de Venezuela, el vicepresidente Nicolás Maduro anunció en cadena nacional el fallecimiento de Hugo Chávez, ocurrido a las 16:25 del mismo día en el Hospital Militar de Caracas.
En un comunicado de prensa oficial del jefe de la guardia presidencial, el general José Ornella, emitido dos días después del anuncio de su muerte, se dijo que el deceso fue a consecuencia de un «infarto fulminante» en medio de una batalla de casi dos años contra el cáncer.

### Fecha y lugar de fallecimiento

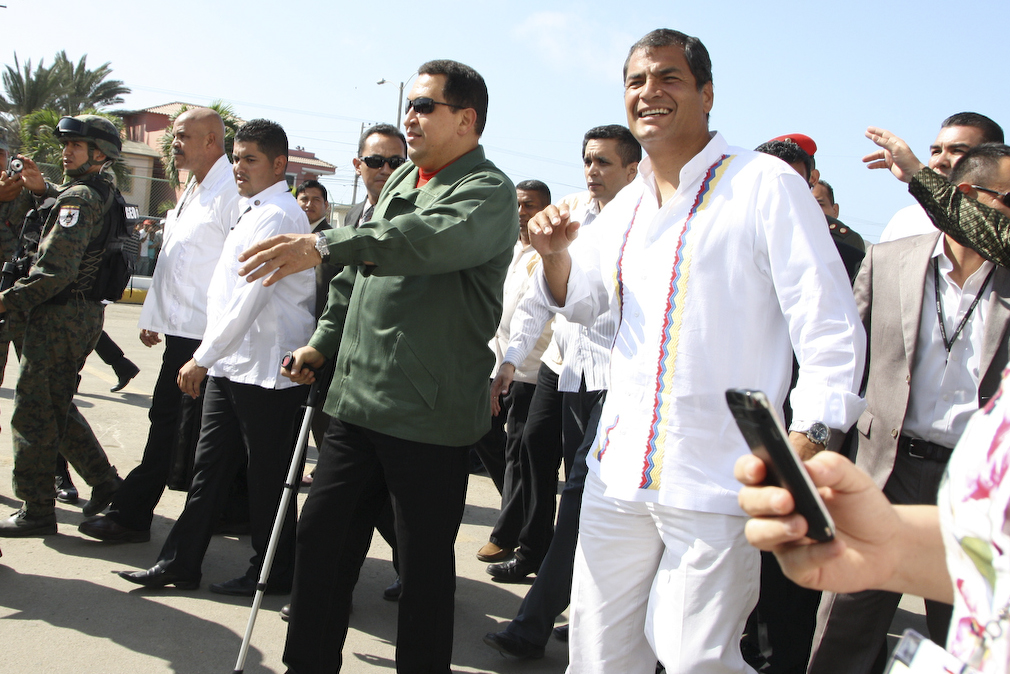
Con Rafael Correa en julio de 2011, un poco después de su diagnosis de cáncer.

Existen hipótesis de que el presidente Chávez murió en La Habana antes de la fecha oficialmente anunciada, pero ninguna de estas versiones ha sido confirmada o demostrada. En una entrevista, la exfiscal general Luisa Ortega Díaz afirma que el 28 de diciembre de 2012, mientras se encontraba fuera del país, recibió una llamada de Diosdado Cabello pidiéndole que regresara a Venezuela porque Chávez había fallecido, pero que mientras compraba los pasajes de regreso al país recibe otra llamada de Cabello para decirle que no había muerto. En una declaración, el segundo oficial al mando de la guardia del presidente Chávez, el capitán de corbeta Leamsy Salazar afirmó que el mandatario falleció en la tarde del 30 de diciembre de 2012 en La Habana y que llegó muerto a Caracas, fue quien informó al entonces embajador de Panamá ante la Organización de Estados Americanos (OEA), Guillermo Cochez.
El 16 de diciembre de 2016, Euzenando Azevedo, quien era presidente de Odebrecht en Venezuela y además enlace entre los altos miembros del gobierno de Chávez y Odebrecht, declaró en tribunales de Brasil en relación con la Operación Lava Jato que Chávez murió en Cuba y no en Venezuela.

«Él anunció (Hugo Chávez) en cadena de radio y televisión que si le pasaba algo en su último viaje a Cuba eligieran al entonces vicepresidente de la República (Nicolás Maduro) como su sustituto, viaje del cual no regresó»
Euzenando Azevedo

Rumores acerca de cambios de ataúd en su traslado a Caracas, posible uso de una réplica de cera de Chávez, declaraciones de embalsamadores que viajaron a Cuba, y supuestas reacciones de quienes vieron de cerca el rostro del presidente fallecido, apoyan estas ideas.

## Vida personal
Se casó dos veces. La primera, con Nancy Coromoto Colmenares Luciani; perteneciente a una familia procedente de Sabaneta de Barinas, con quien procreó a Rosa Virginia, nacida el 6 de septiembre de 1978 en Maracay, María Gabriela; nacida el 12 de marzo de 1980 en Barinas y Hugo Rafael, nacido el 14 de octubre de 1982 en Barinas.  Asimismo, durante diez años mantuvo una relación sentimental con la historiadora Herma Marksman, con quien tenía afinidad ideológica.
Su segundo matrimonio, fue con la periodista Marisabel Rodríguez Oropeza; quien fue constituyente en 1999, de quien se separó en 2003 y con quien procreó a Rosinés, nacida el 23 de septiembre de 1997 en Barquisimeto.  Rodríguez, se volvió opositora a Chávez. En diciembre de 2007, Chávez anunció públicamente que tomaría acciones legales para conseguir un acuerdo judicial; que le permitiera estar más cerca de su hija. En 2008, Rodríguez denunció sentirse «acosada» por Chávezː «Me está intimidando. Cuando el presidente dice que no lo dejan ver a su hija, a quienes dirige ese mensaje es a sus seguidores para que asuman una conducta impropia hacia mí. Puedo ser atacada por cualquiera», agregandoː «Basta de violencia y terrorismo psicológico, ya basta de acoso y hostigamiento».
El 1 de mayo de 2005, nació su quinta hija; Génesis María, en Campo Alegre (Caracas); fruto de su relación con la barinesa, Bexhi Lisette Segura Pérez (1971); quien fue Cónsul de Venezuela en Guayaquil y el 3 de mayo de 2008, nació su última hija; Sara Manuela, en Chuao (Baruta); fruto de su relación con la aeromoza, Nidia Coromoto Fajardo Briceño (1966); quien fue Cónsul de Venezuela en Lisboa y en Montreal, respectivamente. 
Además tuvo cinco nietos: Gabriela Alejandra Rivero, nacida el 18 de abril de 1998 (hija de María), Manuel Alejandro Prieto; nacido el 1 de septiembre de 2003 y Jorge Alejandro Arreaza, nacido el 18 de septiembre de 2007 (hijos de Rosa) y Hugo Rafael, nacido el 9 de marzo de 2013 y Miranda, nacida el 2 de noviembre de 2014 (hijos de "Huguito") y un bisnieto, Paulo Aponte; nacido en agosto de 2025 (hijo de Gabriela).

## Análisis

### Legado

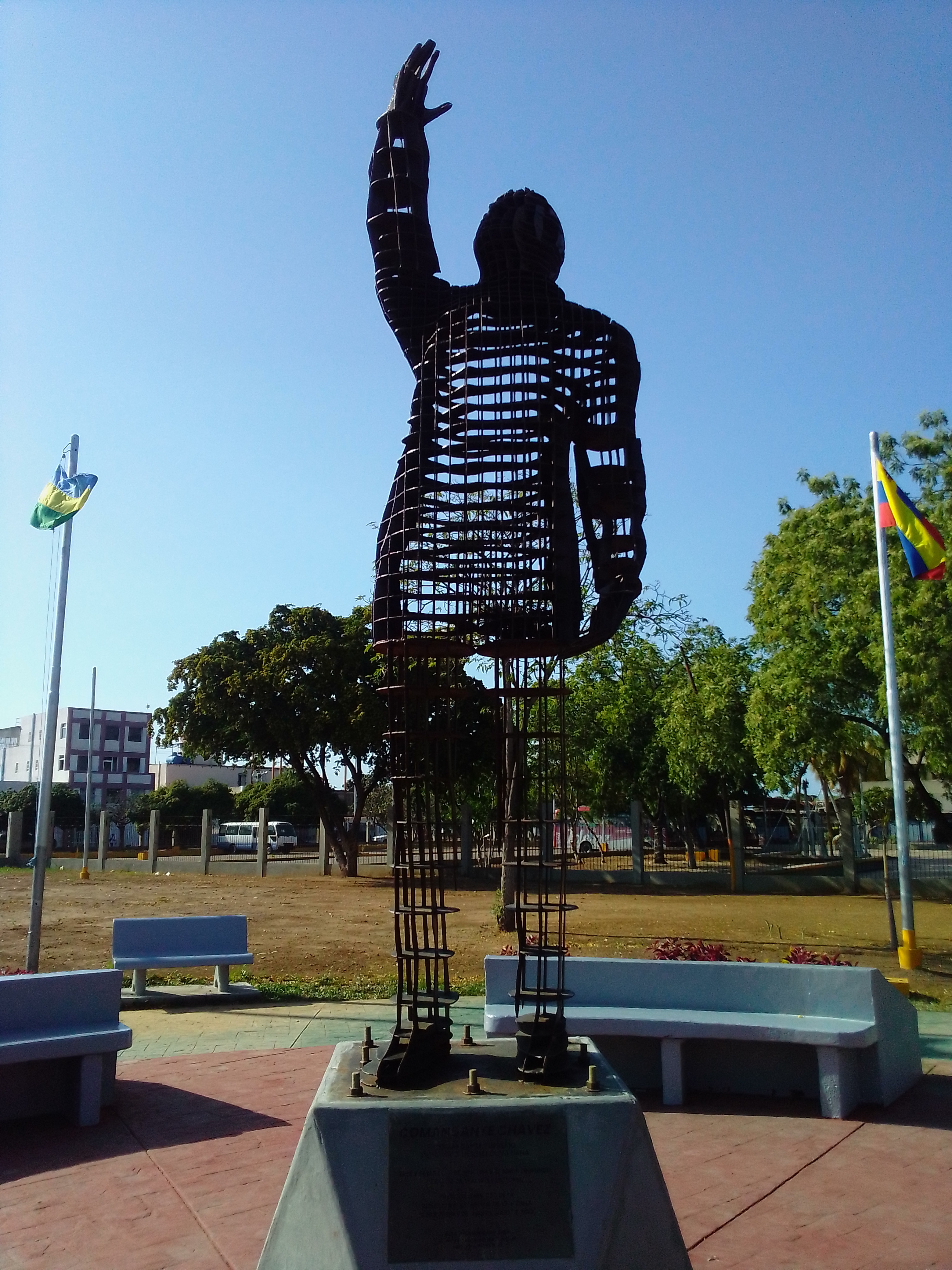
Escultura de Hugo Chávez en la ciudad venezolana de Barcelona.

En tiempos pasados, Venezuela destacaba como una de las pocas naciones democráticas en Latinoamérica. Sin embargo, bajo el mando de Chávez, se deterioró hasta ubicarse entre los países con los más bajos indicadores de libertades y calidad institucional en la región. Chávez utilizó mecanismos democráticos, como elecciones y plebiscitos, para socavar pilares democráticos fundamentales. Este enfoque, denominado "socialismo del siglo XXI" por Chávez, ha sido emulado en países como Ecuador, Bolivia y Nicaragua.
Durante su mandato, Chávez predicó reiteradamente sobre los peligros de la riqueza, argumentando que "ser rico es malo" y destacando la importancia de su revolución para erradicar la pobreza. Sin embargo, los datos sugieren que mientras la tasa de pobreza de Venezuela se disparaba al 81.5% en el periodo posterior a su mandato, Chávez había acumulado una fortuna cercana a los 1.800 millones de dólares, según Jerry Brewer, director de Criminal Justice Associates (CJIA).
A pesar de su retórica, Hugo Chávez tenía en su posesión 17 propiedades valoradas en millones de dólares, vehículos de lujo, joyas y cuentas en el extranjero. Entre sus bienes se incluía un avión Learjet 60, valuado en 8 millones de dólares, y un Falcón 900 LX, con un costo estimado de 40 millones de dólares. Estos lujos se extendieron a su familia; su hija María Gabriela Chávez, fue señalada en un momento como la persona más rica de Venezuela.
No solo Hugo Chávez se benefició económicamente. Otros familiares cercanos, como su padre Hugo de los Reyes Chávez, su hermano Adán Chávez y su primo Asdrúbal Chávez, ocuparon cargos relevantes en el Gobierno. Desempeñaron funciones en ministerios, gobernaciones, embajadas, así como en la presidencia de empresas estatales de gran envergadura como Citgo y PDVSA.
En cuanto a las prácticas corruptas, la Iniciativa para la recuperación de activos venezolanos (Inrav) reportó que para finales de 2020, el Departamento de Justicia de Estados Unidos había confiscado alrededor de 1.500 millones de dólares provenientes de la corrupción en Venezuela. Según María Alejandra Márquez, presidenta de Inrav, se estima que el monto robado durante el régimen chavista oscila entre 300.000 y 500.000 millones de dólares.

#### María Gabriela Chávez
María Gabriela Chávez, conocida como "la heroína" por su difunto padre, Hugo Chávez, ha sido objeto de polémica en los medios de comunicación locales y la comunidad internacional, específicamente en relación con su riqueza y su posición política. Chávez, que actúa como representante permanente alterna de Venezuela ante las Naciones Unidas, ha sido identificada por investigaciones periodísticas como la persona más acaudalada de Venezuela, con una fortuna estimada en 4.197 millones de dólares depositados en cuentas en Andorra y Estados Unidos.

#### La autocracia chavista
El modelo implementado por Chávez fracturó la sociedad venezolana al seguir la receta del "populismo clásico", estableciendo divisiones y enemistades. Aquellos que no se alinearon con su revolución fueron marginados. Este enfoque despreciativo hacia la discrepancia se tradujo en una hostilidad tangible, y no tardaron en surgir agresiones físicas.
Cuando Chávez dejó el poder, Venezuela había sufrido una transformación radical. El líder bolivariano había logrado erosionar los fundamentos democráticos del país, y en términos económicos, había malgastado y desviado los ingresos de la era dorada petrolera de Venezuela, estableciendo el mayor sistema de corrupción de América Latina y desmantelando la infraestructura productiva del país.

#### Era Maduro y continuación del legado de Chávez
Nicolás Maduro, sucesor de Chávez, ha llevado la visión de su predecesor a extremos aún más alarmantes. Con una mezcla de nepotismo, corrupción, narcotráfico, y más, ha sumido al país en una crisis más profunda. Las violaciones a los derechos humanos se han intensificado, y la represión hacia manifestantes ha alcanzado niveles inimaginables. Bajo su mandato, Venezuela ha experimentado uno de los éxodos más grandes de su historia, con millones huyendo del país. El régimen chavista-madurista ha logrado mantenerse en el poder durante 24 años, en gran parte, gracias al apoyo internacional que ha obtenido. Las riquezas petroleras de Venezuela se utilizaron no solo para enriquecer a una elite, sino también para consolidar influencia internacional, lo que ha permitido a la dictadura obtener respaldo de líderes y organizaciones a nivel global.
Actualmente, Venezuela enfrenta un panorama sombrío. Se han organizado numerosas manifestaciones a lo largo de los años, evidenciando un espíritu indomable que busca recuperar la democracia. La era de Chávez y la administración de Maduro se recordarán por su corrupción, violencia y miseria.

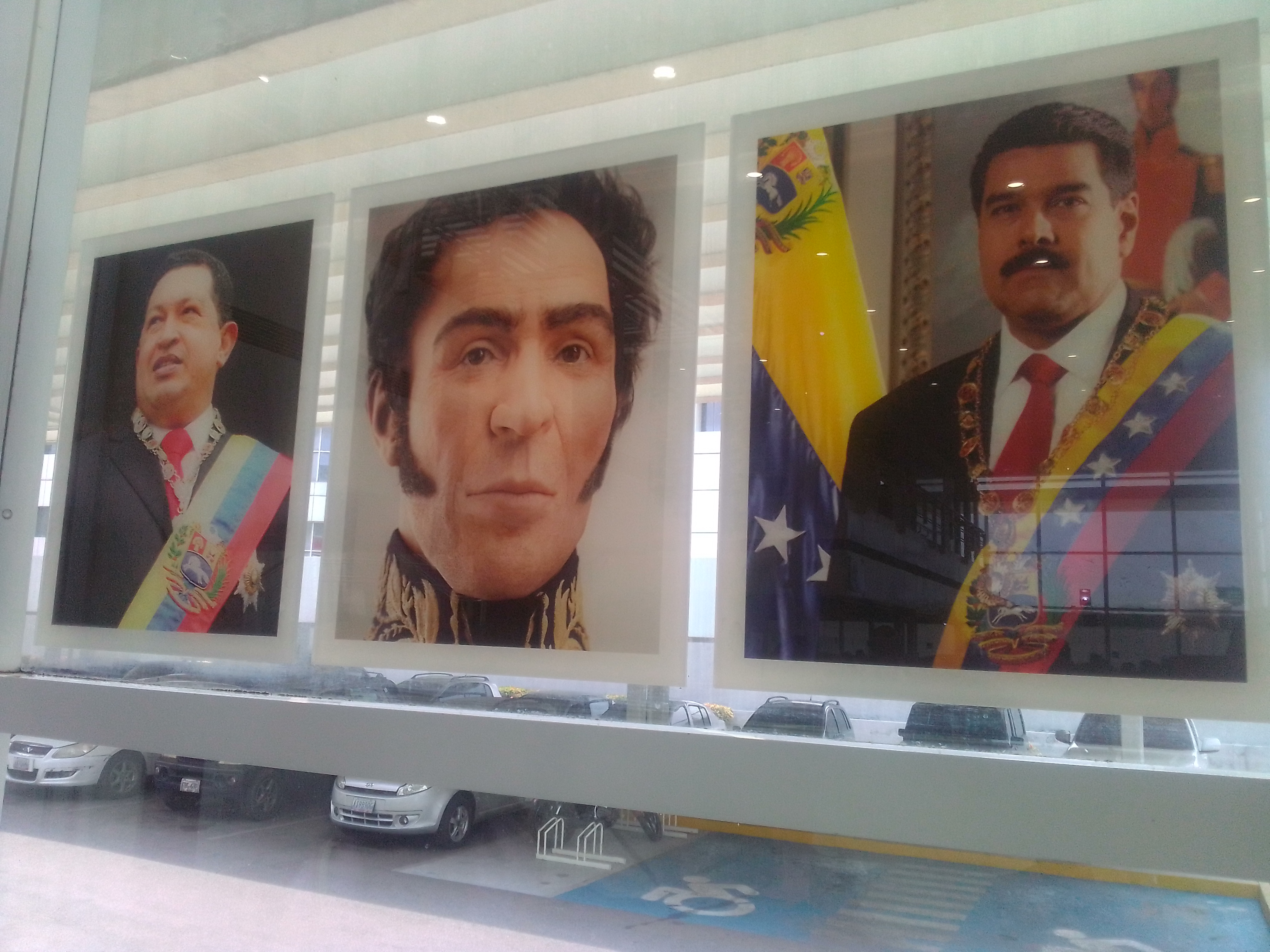
Retratos de Hugo Chávez, Simón Bolívar y Nicolás Maduro.

Chávez dejó una economía en ruinas, sufriendo de escasez crónica, inflación galopante y una infraestructura en declive. A pesar de la bonanza petrolera, con ingresos estimados en 980.000 millones de dólares durante el chavismo, la economía se encuentra en un estado deplorable. Gran parte de esos ingresos se dirigieron hacia programas sociales, enriquecimiento de una élite denominada "boligarcas" y financiamiento de movimientos y gobiernos de extrema izquierda en la región. Durante el mandato de Chávez, Venezuela enfrentó una creciente crisis social. A pesar de ser rico en recursos petroleros, el país alcanzó niveles alarmantes de corrupción y violencia, posicionándose como uno de los más corruptos y violentos de América Latina. Esta fractura social se profundizó con la división entre seguidores y opositores del chavismo.
El período de Chávez estuvo marcado por una gestión económica cuestionable. A pesar de contar con vastos ingresos petroleros, la economía venezolana sufrió de escasez, alta inflación y deterioro de infraestructuras. Estos problemas se vieron agravados por numerosas expropiaciones y nacionalizaciones que debilitaron el sector privado. El país llegó a depender en gran medida de las importaciones, especialmente de alimentos, y el petróleo representó casi la totalidad de sus exportaciones.

### Opiniones sobre su gobierno: oposición política y encuestas populares

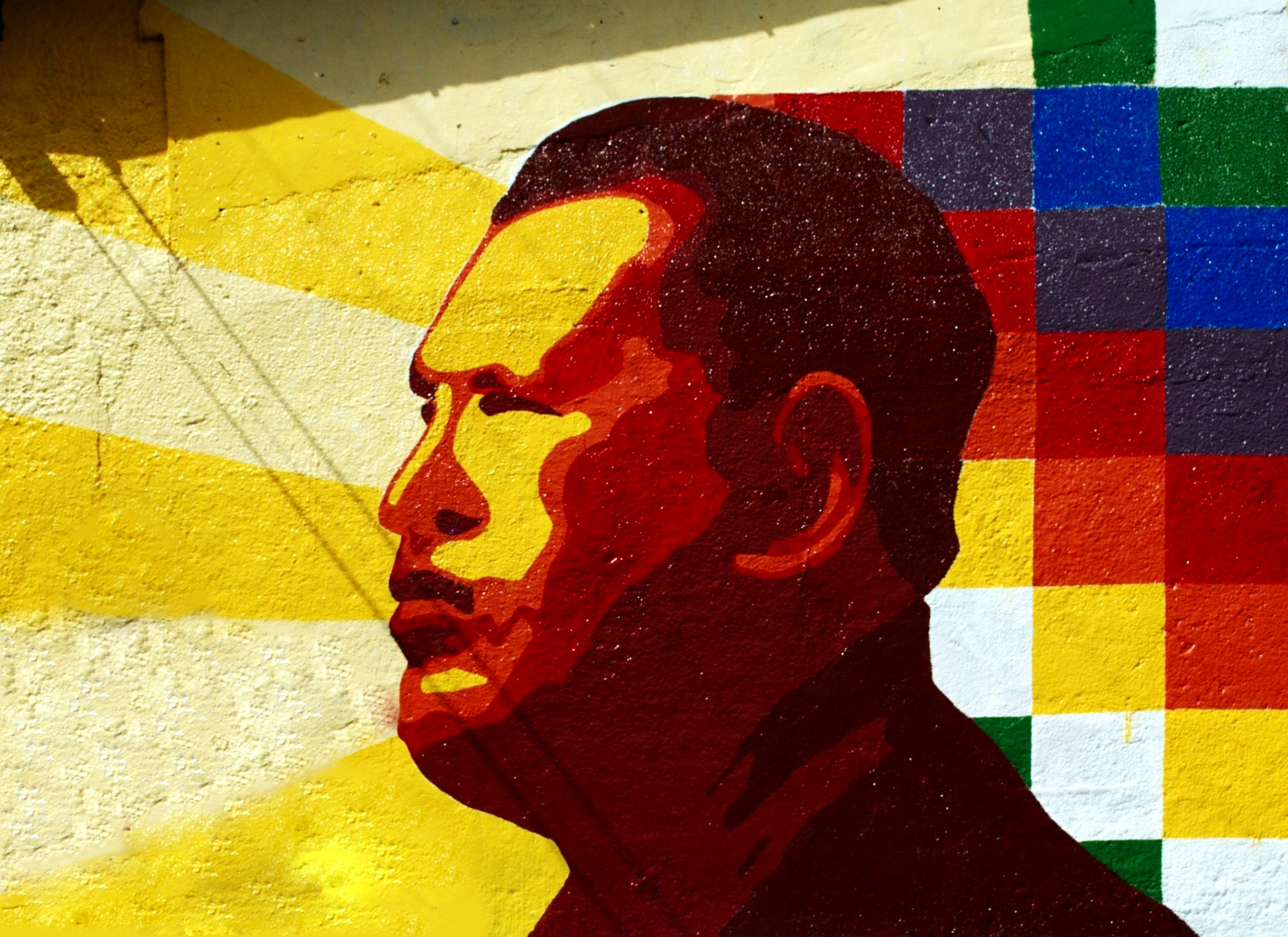
Representación de Chávez en un mural que se encuentra en Mérida.

La presidencia de Chávez se ha destacado por el cambio en línea ideológica de la llamada Revolución Bolivariana hacia el socialismo del siglo XXI, lo que ha causado el surgimiento de una firme oposición política y disidencia que rechaza dicha orientación. Mientras sus simpatizantes catalogan al gobierno de Chávez como democrático, participativo y progresista, sus detractores lo han calificado como una dictadura sutil y demagógica, fomentando una «integración represiva» con Cuba, así como un gobierno populista alimentado por una bonanza petrolera.
El porcentaje de opositores y seguidores de Hugo Chávez en Venezuela es motivo de controversia debido a los resultados muy disímiles que diversas firmas encuestadoras han revelado. La encuestadora Datanálisis ha indicado que la popularidad de Hugo Chávez en Venezuela se ubicaba en 47 % en mayo de 2010, aunque el director de la firma indicó que en el momento que se realizó todavía no estallaba el escándalo del caso PDVAL ni la crisis diplomática con Colombia de 2010. Posteriormente, en junio de 2010, la firma Grupo de Investigación Social (GIS-XXI) publicó una encuesta que indicaba que el 60,9 % de los venezolanos valoraba positivamente la gestión del presidente Chávez. Sin embargo, otra encuesta de la firma Hinterlaces, publicada en julio de 2010, asegura que el 41 % de los venezolanos aprueba su gestión, mientras que el 55 % la rechaza; además, solo el 32 % de los encuestados votaría a favor de una hipotética cuarta reelección de Hugo Chávez en el 2012. Para la contienda electoral que se celebró el 7 de octubre de 2012, donde ganó Chávez.
Nikolas Kozloff calificó a Chávez como un «fenómeno político», un mandatario que mantuvo excelentes relaciones con países latinoamericanos, pero que rechazó el "imperialismo estadounidense".
Chávez fue acusado de dirigir el Cartel de los Soles sobre todo después de la expulsión de la DEA en Venezuela en 2005. También se ha señalado el aumento de la corrupción administrativa de la mano de la bonanza petrolera. La creación de los círculos bolivarianos como fuerzas de choque del gobierno se le acusa de ser el responsable de la actual crisis que enfrenta Venezuela.

## Distinciones y reconocimientos
Hugo Chávez recibió reconocimientos por parte de organizaciones y de universidades.

### Reconocimientos
La revista estadounidense Time lo reconoció como una de las personas (gobernantes) más influyentes durante dos años consecutivos: 2005 y 2006. En 2005 la revista colombiana Semana eligió al mandatario venezolano como el hombre del año y lo señaló como un fenómeno político del continente. La misma revista también lo seleccionó en 2007 como personaje del año. Por su parte, la revista venezolana Zeta también lo seleccionó como el personaje del año en 2006. El 29 de marzo de 2011 recibió de la Universidad de La Plata el Premio Rodolfo Walsh Presidente Latinoamericano por la Comunicación Popular.
En 2005 fue ganador del Premio Internacional José Martí de la Unesco por su constante actuación a favor de la integración de los países de Latinoamérica y del Caribe, así como por su labor por preservar la identidad, las tradiciones culturales y los valores históricos de los países de la zona. El premio se lo entregó Fidel Castro. Fue condecorado con la Medalla de Honor de la Federación Internacional de Sóftbol (ISF) por parte de su presidente, Don Porter.
Fue galardonado con la Medalla Emiliano Zapata por su destacada trayectoria, su liderazgo político y social, así como por su lucha por la justicia, en 2008.

### Condecoraciones
Nacionales

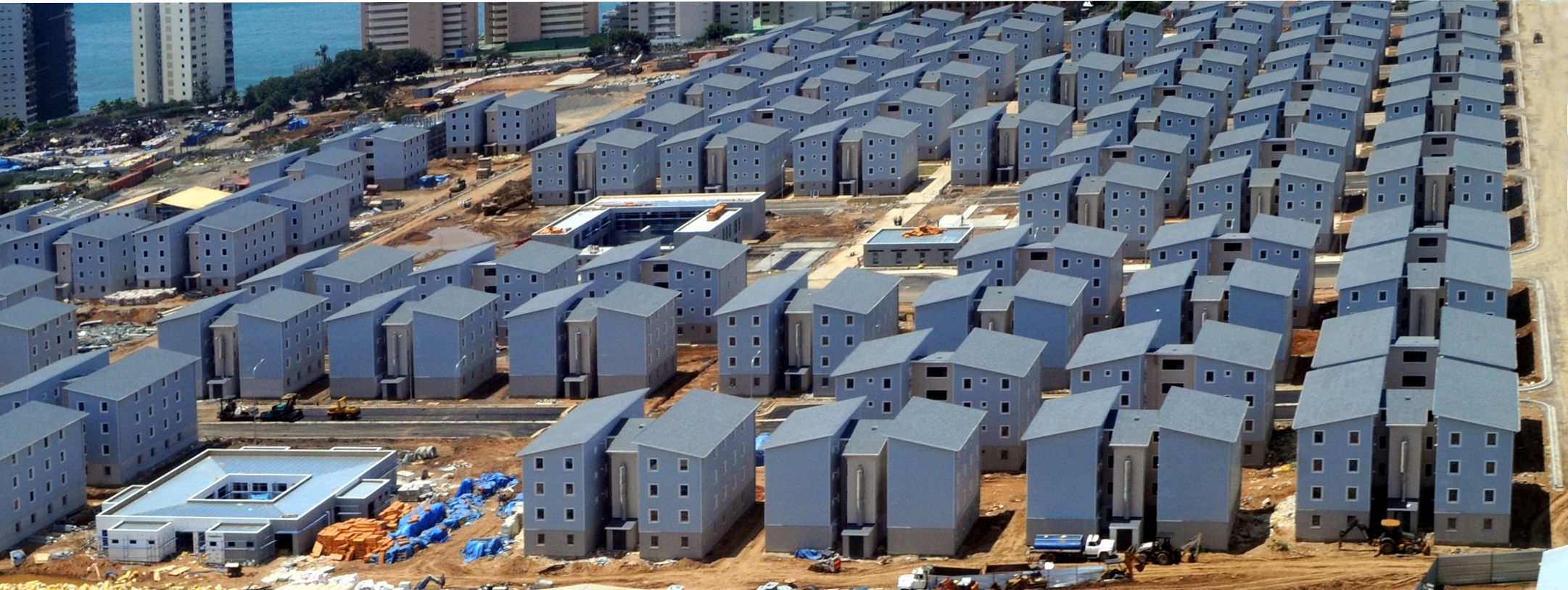
Vista del complejo urbanístico Hugo Chávez en el Estado La Guaira, parte de la Misión Vivienda

- Gran collar de la Orden del Libertador Simón Bolívar[55]
- Gran cruz de la Orden Francisco de Miranda
- Medalla de oro de la Orden Militar Rafael Urdaneta
- Cruz de las Fuerzas Terrestres de Venezuela
- Cruz de la Estrella de Carabobo

Extranjeras
- Orden José Martí (Cuba)
- Gran collar de la Orden de la Cruz del Sur (Brasil)
- Gran collar de la Orden del Libertador San Martín (Argentina)
- Orden Augusto César Sandino (Nicaragua)
- Gran cordón de la Orden de la República Islámica de Irán (Irán)
- Orden de los Omeyas (Siria)
- Gran collar de la Orden del Infante Don Enrique (Portugal)
- Cruz de la Orden de Uatsamonga (Osetia del Sur)
- Banda de la Orden de la República (Serbia) (a título póstumo)[234]

En 2010 es condecorado con la medalla de la Alianza Atlántica del Sur (SATO) por su "contribución a la mejora de la justicia social" en su país. Ese año recibió también la Orden de Valiente Ciudadano del Municipio Barinas. En 2012, las fuerzas militares de Bolivia condecoraron a Chávez con la «Cruz del componente militar», en la categoría de primera clase.

### Doctorhonoris causa
Chávez fue distinguido como doctor honoris causa por distintas motivaciones y entidades, a saber:
- Ciencias Políticas por la Universidad Kyung Hee, Corea del Sur por el rector Chungwon Choue en 1999,[52]
- Ciencias Jurídicas por la Universidad Autónoma de Santo Domingo,[52] República Dominicana en 2001
- como profesor doctor por la Universidad de Brasilia, Brasil por el rector Alberto Pérez en 2001,[52]
- en Asuntos Exteriores otorgado por la Academia Diplomática del Ministerio de Asuntos Exteriores de la Federación de Rusia en 2001,[52]
- en Economía por la Facultad de Economía y Comercio de la Universidad de Beijing en 2001,[52]
- por ser un «ciudadano prominente y ejemplar» por la Universidad Nacional de Ingeniería (UNI), Nicaragua por el rector Aldo Urbina y el presidente Daniel Ortega en 2007.[cita requerida][238]
- por la Academia de Estudios Superiores de la Universidad de Trípoli, Libia, en la facultad de Economía y Ciencias Humanas en 2010 por la «contribución a la mejora de la justicia social en su país, Latinoamérica y el mundo», así como por su aportación a la «economía humanista».[235]